# ゴジラ (架空の怪獣)

東宝スタジオ前に設置されたゴジラのブロンズ像。小林知己造型。

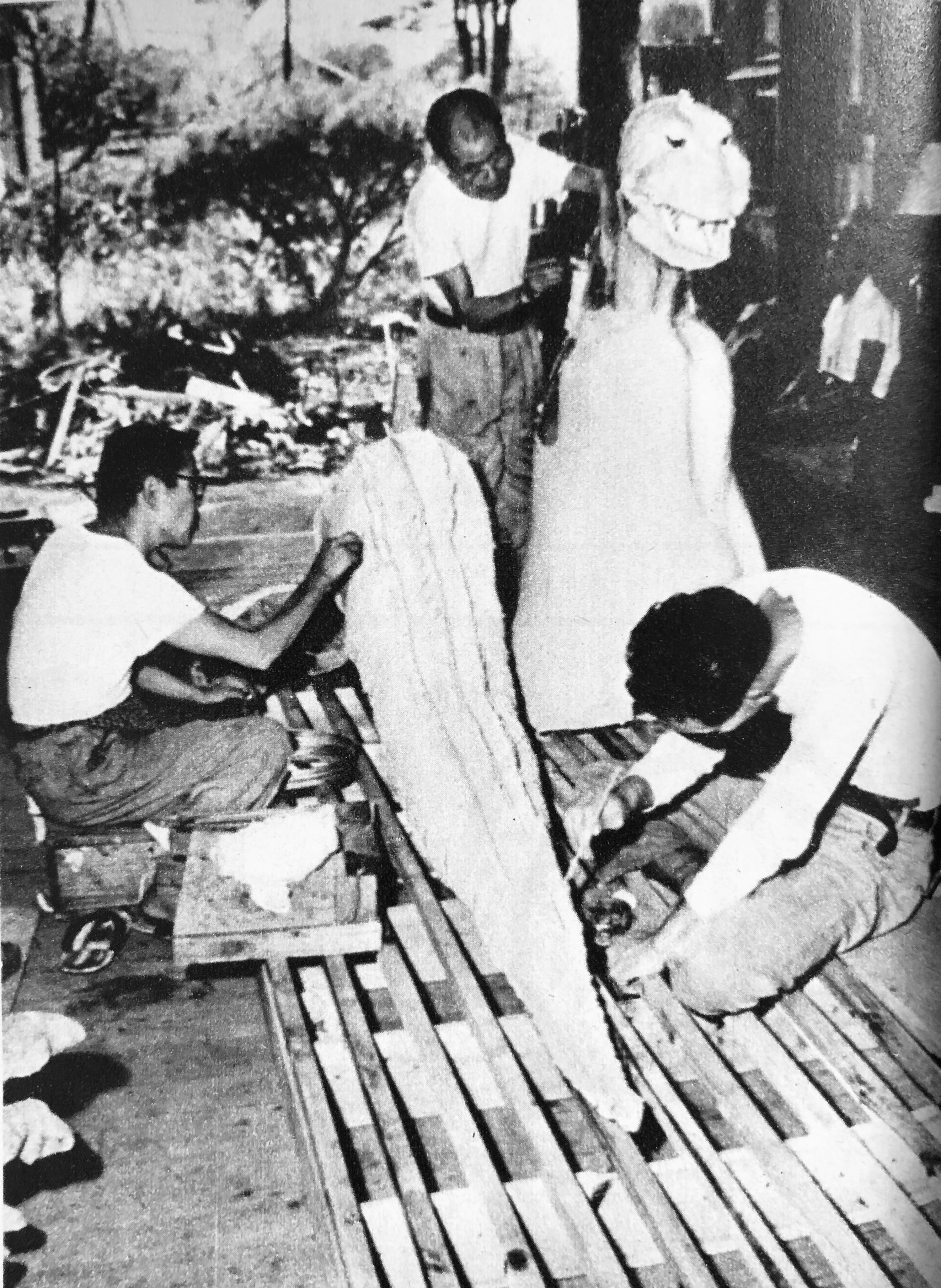
『ゴジラ』（1954年）の製作現場。週刊誌『サンケイグラフ』1954年9月26日号が取材したときの写真。

ゴジラ（Godzilla）は、東宝の映画ゴジラシリーズに登場する架空の怪獣。

## 概要
大型獣脚類をはじめとする二足歩行恐竜をモデルに創作された、怪獣の代名詞的存在。日本のみならず、世界各国で高い人気を有する。外形は第1作公開当時の恐竜に対する知見を基に、胴体が地面から垂直に立つ姿勢にデザインされている。
最初の異名は水爆大怪獣（）で、のちに怪獣王（）と呼ばれるのが一般的となった。日本国外ではKing of Monsters。ラドンやモスラと並び、「東宝三大怪獣」と称される。
ゴジラはあくまでもゴジラシリーズの看板キャラクターであって必ずしも主人公・主役というわけではない。むしろ敵役として描かれる作品も少なくない。ミレニアムシリーズなどを手掛けた脚本家の三村渉は、ゴジラを台風や津波のような自然そのものと解釈しており、人間側がゴジラを愛していてもゴジラが襲ってくる時が訪れる理不尽さが魅力であり、完結することのない戦いであると評している。
『広辞苑』にその名が掲載されている唯一の日本怪獣でもある。

### 製作経緯
プロデューサーの田中友幸はアメリカ映画『原子怪獣現わる』をヒントに、恐竜型怪獣が暴れる映画を当初から構想していた。怪獣の描き方について、『キング・コング』に魅了されていた特技監督の円谷英二は同じストップモーション・アニメーションによる撮影に意欲を見せたが、予算の都合や撮影期間の問題で着ぐるみによる撮影に決定した。

### 名称
名前の「ゴジラ」とは、力強い「ゴリラ」と体の大きな「クジラ」を混合した造語である。企画時には「ゴジラー」と伸ばす案も存在した。
英語名の「GODZILLA」は海外輸出の際に命名されたもので、大戸島（架空の島）の伝承に由来するという第1作の設定から、単なるローマ字表記ではなく「GOD（神）」を冠している。
「ゴジラ」の名は、物語上では大戸島の伝説の海神「呉爾羅」に由来する。劇中ではこの名前の意味についての説明はないが、書籍『ゴジラ徹底研究 GODZILLA GODZILLA60:COMPLETE GUIDE』では「呉」は中国の大国呉からの連想で「唐の魔物や猛き者」、「爾」は「汝」、「羅」は「連なるもの、継承するもの」をそれぞれ意味することから、「汝、古の国の力を継承する者」と解釈している。

### デザイン
第1作の脚本にもとづき、「水棲爬虫類から陸上哺乳類に進化途中の巨大生物」と設定された。脚本内での描写は、「丸ビルくらいの大きさ」「アフリカ象のような大きな耳」「全身に鋼鉄のようなウロコ」「体をうねらせて這い出る」「全身から光を放って周囲を燃やす」というものであった。
当初、頭部デザインは挿絵漫画家の阿部和助に依頼されたが、彼の画は「キノコ雲のイメージが強すぎて参考程度にしかならなかった」と言われている。その後、美術チーフの渡辺明によってアメリカ合衆国の雑誌『ライフ』の図解からイグアノドン、ティラノサウルス、ステゴサウルスなどの恐竜画を参考にイメージがまとめられ、デザイン画が起こされた。
表皮の質感には「魚のうろこ状」「いぼのような半球状の突起物」などの試行錯誤のすえ、ワニをモチーフにしたうえで火傷によるケロイドをイメージさせる、「畝のあるごつごつ状」が採用された。「背びれ」は粘土原型の時点で、水爆によって骨化したイメージになっている。また、劇中に「服部時計店（銀座和光ビル）にある時計塔の鐘の音に怒り、破壊する」という描写があるため、本来の爬虫類にはない耳介がつけられた。
『ゴジラ2000 ミレニアム』などでデザインを手掛けた西川伸司は、ウロコにも岩にも見える皮膚の表現がゴジラのデザインにおける最大の発明であると評しており、これによって生物か無生物かを曖昧にするとともに既存の生物と似ていない唯一無二の存在としていると述べている。

### カラーリング
体色はデザインの変遷やスーツの改修により、登場作品ごとに微妙に異なる。一方、アメリカでは緑色と認知されている。
血色は基本赤色で統一している。

## 出自などの変遷
1954年公開の第1作『ゴジラ』では、作中に登場する古生物学者の山根恭平博士が「ジュラ紀から白亜紀にかけて生息していた海棲爬虫類から陸上獣類に進化しようとする中間型の生物の末裔が、ビキニ環礁の水素爆弾実験で安住の土地を追われ、出現したのではないのか」と説明する。しかし、以後の作品の多くでは「ビキニ環礁の水爆実験で飛散した放射能を浴びて変貌した」と説明される。また、「平成ゴジラシリーズ」ではゴジラの元となった恐竜ゴジラザウルスが登場する（詳細は後述）。
初代ゴジラの身長は50メートル。この設定は、第1作で破壊する服部時計店との対比から決められたもので、1955年公開の第2作『ゴジラの逆襲』から1975年公開の第15作『メカゴジラの逆襲』まで登場した2代目ゴジラでも引き続き用いられた。
1984年公開の第16作『ゴジラ』は第1作の直接的な続編として製作されたが、第1作当時と違って都会に高層ビルが多く建ったことを考慮し、ゴジラの身長は80メートルに変更された。1991年公開の第18作『ゴジラvsキングギドラ』では、「南方の孤島・ラゴス島に生息し続けていた恐竜ゴジラザウルスが、ビキニ環礁の水爆実験で飛散した放射能を浴びて変貌した」と設定され、同作後半にてこの事実が明らかになったあと、実験当時のラゴス島に生息していたゴジラザウルスは未来人によってベーリング海へ移送され、ここまで語られたゴジラの存在自体が抹消される。その後、ベーリング海にて眠っていたゴジラザウルスは、放射性廃棄物や原子力潜水艦の核エネルギーを浴びて最強・最大である身長100メートルのゴジラに変貌する。以降は平成vsシリーズ最終作である1995年公開の第22作『ゴジラvsデストロイア』まで、そのゴジラが出現する。
1999年公開の第23作『ゴジラ2000 ミレニアム』から2004年公開の第28作『ゴジラ FINAL WARS』までの新世紀シリーズでは第1作を踏襲しつつも、3式機龍が登場する第26作『ゴジラ×メカゴジラ』と第27作『ゴジラ×モスラ×メカゴジラ 東京SOS』が2部作となっていること以外、各作品が独立した設定となっている。ただし、1954年の第1作でゴジラが日本に上陸した設定は踏襲され、作中で日本国民にゴジラの存在が認知されていたという事実は共通している。『ゴジラ2000 ミレニアム』、第25作『ゴジラ・モスラ・キングギドラ 大怪獣総攻撃』、機龍二部作では第1作の初代ゴジラのあとに現れた別個体だが、第24作『ゴジラ×メガギラス G消滅作戦』では第1作の初代ゴジラが倒されずに生き延びたという設定である。また、『ゴジラ FINAL WARS』では第1作の出来事に多少触れてはいるが、時系列は近未来と設定されており、具体的な関連性は明確になっていない。身長はvsシリーズから縮小され、『ゴジラ2000 ミレニアム』、『ゴジラ×メガギラス G消滅作戦』、機龍二部作では55メートル、『ゴジラ・モスラ・キングギドラ 大怪獣総攻撃』では60メートルとなっているが、『ゴジラ FINAL WARS』ではふたたび100メートルとなっている。
2016年公開の第29作『シン・ゴジラ』では身長118.5メートルのゴジラが、2017年公開の第30作から2018年公開の第32作までのアニメ映画3部作『GODZILLA 怪獣惑星』『GODZILLA 決戦機動増殖都市』『GODZILLA 星を喰う者』では推定身長300メートルのゴジラがそれぞれ登場する。なお、『シン・ゴジラ』に登場するゴジラは、初代ゴジラの特徴や容姿、古代から生息していた生物が放射能を浴びたことで変異を遂げたこと、放射熱線を武器とするなどの要素は踏襲しながらも、それまでの作品とは違って過去作との関連性は無く第1作とは完全に独立しており、正体不明の巨大生物として登場するうえ、姿形も当初の水棲生物から陸棲生物への進化を遂げながら巨大化するなど、過去作には見られなかった要素が盛り込まれている。アニメ映画3部作に登場するゴジラも、過去作とのつながりは無く2030年に初めて現れた怪獣とされている。ただし、昭和版と同じくアニメ映画3部作に共通する設定として、ゴジラの名前は「大戸島の龍神・呉爾羅」から付けられている。
2023年公開の『ゴジラ-1.0』でも、初代ゴジラの特徴や容姿、変異や武器、正体不明の巨大生物、完全に独立しているなどの要素、「呉爾羅」の名前などはほぼ踏襲されているが、身長は初代ゴジラとほぼ同じの50.1メートルとなっている。

## 昭和シリーズ
- 武器：放射能火炎[注釈 11]

スーツアクターは中島春雄（『対ガイガン』まで）、手塚勝巳（『三大怪獣 地球最大の決戦』まで）など。

## 『シン・ゴジラ』
映画『シン・ゴジラ』（2016年）に登場。
元々は太古の時代より生き残っていた深海棲の海洋生物が60年前に海洋投棄された放射性廃棄物を大量摂取したことにより放射能に耐性が付いただけでなく、それの影響により突然変異と異常成長を繰り返し誕生したと推測される巨大不明生物。
アメリカのエネルギー省（DOE）では以前からこの生物の存在を把握しており、同国の生物調査機関に属していた分子細胞生物学者の牧悟郎が中心となって生態の研究が進められ、彼の故郷である大戸島の伝承にある神の化身「呉爾羅（ごじら）」の名から「GODZILLA」という英語名が与えられていた。日本政府は「巨大不明生物」と呼称し、牧の情報を入手して以降は、日本語訳した「ゴジラ」の通称も用いるようになる。
その身体には人間の約8倍という膨大な量の遺伝子情報が内包された完全生命体で、それには爬虫類のみならず魚類や鳥類などといった他の種類に属する生物の形質も多数併せ持ち、世代交代を経ない単一の個体であらゆる環境に対する適応進化を行う。必要に応じて自己退化能力も有し、自由に進化・退化が可能であること、細胞分裂による無性生殖も可能であると分析され、このまま放置すれば「自己増殖による無制限の繁殖」「有翼化しての飛行能力の獲得による世界規模のテリトリー拡大」「小型化への変異」といった危険性についても言及される。
体内には、生体原子炉ともいえる「熱核エネルギー変換生体器官」を持つ。それによって生み出されるエネルギーは莫大であり、超高温の体温を保つ表皮の一部からは高熱によって生じた赤い光が漏出する。活動の際には、未知の放射性元素を撒き散らす。それに加え、細胞には元素変換を行える機能を有しており、それを利用して体内に取り込んだ水と空気の反応だけで自身の生存に必要なエネルギーをすべて生成することが可能で、他の栄養素を摂取する必要が一切ないと推測され、その口は牙が不ぞろいで下顎には舌もなく、生物の捕食には適さない。自然界にはもはや天敵となるものは存在せず、従来の生物的常識を超越した性質は「完全生物」や「霞を食べて生きる仙人」にも例えられ、生物には不可避の「死」という概念すらも克服している可能性も指摘される。熱エネルギーの冷却には血液流による液体冷却と背びれからの放熱を用いているが、後者は補助的なものであり、もし血液の循環に問題が発生した場合は熱の冷却が追いつかず、原子炉スクラムのような状態となってエネルギー生成器官の機能が停止し、そのまま全身が凍結する。矢口蘭堂が率いる日本政府の巨大不明生物災害対策本部（巨災対）はこの特性を利用し、大量の血液凝固剤を直接口から注入することでゴジラを封じ込める「矢口プラン」を提唱し、自衛隊によってこれを実行に移すべく立案された「ヤシオリ作戦」をもってゴジラに臨んだ結果、凍結に成功している。
- モーションアクターは野村萬斎[出典 12]。
- 発生生物学者の道上達男は、劇中でのゴジラの形態変化は生物学的には進化ではなく変態とする方が正しく、ゴジラが突然変異であっても変態能力を獲得する必要はないためもともとの生態と考えられ、原種となった生物を既存のカテゴリーに当てはめると有尾両生類が近いものと考察している[57]。また、「人間の8倍の遺伝子情報」という設定については、単純にDNAの長さが8倍あっても複製が非効率になるだけなので、意味のある塩基配列が人間の8倍あるものと解釈している[57]。
- 東京大学大学院助教の小豆川勝見は、ゴジラから発見された未知の放射性元素について、未発見のものであれば重い元素であり、半減期が20日であることなどから、ゴジラの体そのものが新元素で出来ているのではなく、体内原子炉で発生した副産物的なものと考察している[57]。

### 形態（シン・ゴジラ）
プロポーションとしては5つの形態が設定されている。
第1形態
東京湾アクアライントンネルでの事故を起こしたあと、初めて人類の前に姿を現した際の状態。
褐色の長い尻尾を持ったオタマジャクシのような状態。劇中では背中と尻尾のみが描かれるだけで全身を見せていない。背中の中心に沿って突起物が生えており尻尾の先はひれのような形をしている。この形態の時点で体温はかなり高温であり、海中に潜行している最中は常時大量の水蒸気が立ちのぼり、その影響で自らの周りの水を赤く変色させている。東京湾にて水柱とともに海面に浮上すると、羽田空港近辺の多摩川河口から大田区の呑川にかけて下記の第2形態に進化しつつ蛇行しながらの逆走を開始し、陸棲生物へと短期間で進化を始める。
- 2017年発売のガシャポン『シン・ゴジラ2』では当初は「ゴジラ2016第1形態」とされていたが、「巨大不明生物 出現」と発売時に変更されており、書籍によっては尻尾は第2形態であり、第1形態とされる姿は一切登場していないとされている。
- 下記形態と同様に出現地点に由来した「アクアくん」という名称が一部で用いられていたが定着はしなかった。

第2形態
羽田空港付近の多摩川河口から遡上、東京都大田区（旧・東京市蒲田区）西糀谷2丁目の国道131号に架かる吞川新橋付近に上陸した際の状態。
当初は自重を支えられずに上陸とともに崩壊して死亡するものと思われたが、上陸する過程でカエルのように先に発達させた強靭な後脚によって陸上でも活動できる陸生型に急速に進化しながら川を逆走したため、その見解は大きく外れることとなる。
水棲生物だった第1形態から陸棲生物へ進化する途中経過のような状態となっており、ラブカやウツボに酷似した顔立ちに、瞼が存在しない異様に大きく無表情な眼球や第1形態から引き継いだ先端がヒレのようになっている長大な尻尾や後に腕となる肘を折り畳んで癒着したような状態になっている未発達の突起状の前肢を持ち、全体的にヤモリやトカゲに似た爬虫類と両生類の中間体のような容姿をしている。口腔には舌がなく、細い牙が乱雑な並びで生えている。
首は細く長めで、両脇にある鰓から赤い体液を滴らせながら進撃する。背中には背びれが形成されており、徐々にゴジラとしての容姿が形成されつつある。ヘビのような蛇行運動を行いつつ巨大な後脚と体全体を使い、陸路で進出もし始めてはいるが、未発達であるために直立するまでには至っておらず、地面に胸部を擦り付けながら這いずるように蛇行による移動を補助する役割に留まっている。しかし、進化が始まる直前には直立しようと上体を起こす行動も取り、進化への片鱗を見せる。海底トンネルに衝突したりコンクリートで護岸された川を遡上した結果、胸骨が張り出して衝角のように機能する。
- ファンの間での通称は蒲田くん。

第3形態
品川区の北品川あたりで進行を止め、さらなる進化を遂げた状態。
いわゆる「ゴジラ」としての容姿が見え始めた状態であり、北品川で突然移動を停止した後に体を垂直にして直立し、第2形態よりも体色が赤黒くなり、陸生への適応を高める中で骨格が変化して尻尾や後脚が膨張して脚部を獲得したことで立て膝となり、2足歩行でも活動ができるようになるなど、大きく変化を遂げる。しかし、まだ前傾姿勢に近い立ち方であると同時に、まだ脚は全体重を支えきれるほど充分に発達していないため、重心は安定せず足取りはおぼつかず、巨大な尾でサポートしていた模様。それまでは単なる突起状の器官だったものが発達し、前肢が割れて発達して小さいながらも手や腕が形成され、背びれも大きく変化する。
体色は褐色。容姿はティラノサウルスなどの直立した肉食恐竜のような形状をしており、体格も以前の倍近い大きさになったのに加え、首の両脇に着いていた鰓は両生類から陸棲生物への急変態に伴い退化して小さくなって閉じ込んだ形になったため、体液を撒き散らすことはなくなった。頭部の重量を支えるため、首も太くなると同時に呼吸も鰓呼吸から肺呼吸へと移行する。第2形態から顔付きは若干変わり、牙も太く大きくなり、鰓があった黒い外皮や背びれの隙間などが心臓部の生体原子炉の核エネルギーによって内皮が赤く発光し始め、第4形態に近い姿となるが、短期間での急速な身体の構造の進化を遂げて過多な熱を発生させたことに加え、赤黒い膜が左右に付いた口から高温の息を吐くなど、体温の上昇が制御しきれず、体内温度の排熱機構がまだ不完全であり、余熱の冷却処理が追い付かなくなったため地上での活動が短期間しかできず、身体の冷却とさらなる進化のため、一旦は2足歩行から蛇行へと退化を行ってから京浜運河から東京湾へと引き返し姿を消した。
- ファンの間での通称は品川くん。

第4形態
第3形態の状態で潜伏した相模湾海中にて身体を冷却しつつ、さらなる進化を遂げて陸生型として完成し、神奈川県鎌倉市の相模湾から出現し、稲村ヶ崎の海岸から再上陸した状態。そのまま、横浜市や川崎市などの神奈川県を縦断し、ふたたび東京都内に侵入する。
第1形態から第3形態にかけては2時間と短期間での進化を遂げていたのに対し、第3形態から第4形態にかけては約4日かけて進化を行っている。変態を繰り返したことで体格と身長は以前の倍近い大きさとなり、体格が大きくなった分、増大した自重を支えられるように足は大きく太く発達し、巨大な下半身は重さに耐え切れず皮膚が垂れ下がった形となり、まだ前傾姿勢だった第3形態から、足が直立に適した骨格に変化したことで完全2足歩行する直立した恐竜然とした姿となった。4本指の足には指の芽や小さな爪のようなものが生えており、踵を上げている。また、尻尾も体高を上回るほど太く長大かつ強靭なものに成長し、その先端の形も何らかの生物の背骨や歯などが埋め込まれたような不気味な形へと変化している。さらにこの長大な尻尾が巨大な体格を支える役割を果たすようになったため、歩行にも覚束なさがなくなっている。体色も黒さが増し、冷えかかった溶岩のような形状となっている。身長や体格が進化前の倍近くにまで成長したのに対し、眼球は成長せずに縮小し、顔の輪郭の肥大化に伴って相対的に小さくなっている。まぶたが存在しない代わりに銀色の金属的な瞬膜のような器官（対閃光防護膜、閃光防御膜）で頭部への危険を察知すると眼球を保護できるようになっており、誘導爆弾の接触時や放射線流（後述）の発射時に使用する。顔付きも第3形態より大きく変わり、顔が肥大化したことに伴い、首も太く発達してやや短くなり、かつて鰓があった部分はさらに縮小した形となる。牙もさらに増えたことで食べ物を噛めるようにはなっていないより乱雑な生え方に変わっている。舌はなく、口内は多重のヒダ状となっている。第3形態で生じた腕は以前より発達しているものの、大柄な体格と比較してあまり成長しておらず、常に固定されたように掌が上向きになっている。身体の赤い発光も背びれだけでなく、黒い外皮と心臓部の生体原子炉で生成する強大なエネルギーで活動し、各部が真っ赤に発光する内皮を持つようになる。休眠状態になると、この赤い発光は消える。全身を覆う表皮は高い柔軟性と耐久力を持ち、多摩川で防衛線を張っていた自衛隊の機関砲、ロケット弾、対戦車ミサイル、120mm滑腔砲、誘導爆弾などの直撃を耐えたが、背びれの辺りに米軍のB-2が投下した大型貫通爆弾「地中貫通型爆弾MOP II」の直撃では負傷している。
負傷した際の対抗手段として「放射線流」と呼ばれる、体内のエネルギー転用による口腔からの熱線放射能力を発現させる。放射の際は、背びれの部分を中心に内部からの赤い光が見える箇所が核エネルギー」の影響で紫色の光を放ち、口を大きく裂けるように開いて下顎をヘビのように左右真っ二つに展開させ、初期段階では黒煙を吐き出し、眼球が瞬膜に覆われると同時に熱焔に変化する。この状態でも、東京の街を広範囲に渡って火の海に変えるほどの威力を有し、これの集束率が高くなると紫色の細い収放射熱線状に変化し、ガスバーナーの要領で標的を焼き切る。この熱線の射程は非常に長く、たとえ自身からの距離が遠く離れている標的でも、易々と届かせることが可能で、以降は背鰭の間の赤く光っている箇所からもレーザー状の熱線を複数放射することが可能になる。熱線は非常に強力である分、一度発射するとコントロールが効かずエネルギーが底を突くまで発射し続けるため、その後は約360時間の休眠状態に移行して完全に停止する。この際、エネルギー量が少なくなると、レーザービームの状態を維持できなくなり、火炎放射状態に戻る。先の米軍のB-2の攻撃以降は空からの攻撃に備え、たとえ休眠時であっても接近してくる飛行物体を身体からの熱線で自動迎撃できるようになる。米国の統合調査団は、フェーズドアレイレーダーに似た生体レーダー器官を持つと推測された。後に背びれからの無数の発射によって生じるエネルギーの過多な消耗を最小限に抑えるために、尻尾の先端部に発達した口からも炎状の放射熱線を放つ能力を得て、自身の背後や高空などの口からの発射だけでは対処しにくい位置にいる敵への攻撃の命中精度の向上を実現させた。
ヤシオリ作戦の際は差し向けられた米軍の無人爆撃機を迎撃し続けた結果、エネルギー量が低下して火炎放射状態に戻り、最終的には一時的に熱線の連続使用が不可能となるが、不完全ではあるものの短時間で再び熱線の発射が出来るようになっており、エネルギー回復の速度は初回の使用時よりも向上している模様。
川崎市の武蔵小杉駅周辺から多摩川の丸子橋付近にかけての自衛隊による総攻撃も受け付けず東京都に至り、米軍の爆撃に対応して発射した放射線流により港区、中央区、千代田区を火の海へと変え高濃度の放射性物質を散布して汚染したのち、東京駅にて休眠状態となる。多国籍軍による熱核攻撃を行う決議が出されるが、最終的にヤシオリ作戦によって無人機の攻撃に反応してエネルギーを使い果たしたところに血液凝固促進剤を注入されて直立姿勢のまま凍結させられ、本体と同形状の背びれを生やした無数の人型の分裂体を尻尾の先端から生成しかけた状態でその活動を停止する。その後、ゴジラが撒き散らした放射性元素の半減期は約20日と非常に短く、2、3年ほどでほぼ無害化することが判明する。
- ファンの間での通称は鎌倉さん。
- 身長設定は、公開時点で歴代最大のものであった。
- フリーライターの廣田恵介は、都市の中心で活動を停止し、近づくものを精密に狙撃するという点に、『新世紀エヴァンゲリオン』に登場する第5使徒ラミエルとの共通性を指摘している。

第5形態
極低温となって活動を停止した第4形態の尻尾先端より分裂、小型群体化した新形態。
劇中のラストに登場。背中にはこれまでの形態より引き継がれた同形の背びれと尻尾が生えているが、体格が第4形態と比べ大幅に小型化しているのに加え、背骨を持った人体に近い形状をしている。頭部は眼球に相当する部分が存在せず、鋭い牙を有している。巨災対はゴジラが進化の過程で小型化したり盛んな細胞分裂によって新たな個体が形成されて無限増殖し、人型の群体に複数分化しかけ、飛翔能力を有すると予測し、実際に複数の個体が発生を始めるが、第4形態の時点で完全に分離するまでに凍結させられたため、そのまま活動することなく静止したままとなる。

### 創作経緯（シン・ゴジラ）
本作品では徹底したリアリティを追求しつつ、初代ゴジラの衝撃に近づけたいとの意図から、過去の作品をリセットし現代日本にゴジラが初めて出現するというシチュエーションで描かれた。総監督の庵野秀明は、初代の本質的な部分は意識しつつ、映像表現や描写としてはあえてイメージを追っていないとしている。
庵野は、東日本大震災および福島第一原子力発電所事故を日本が経験した以上、現実の日本を描くにあたってそれを外すことは出来ないと考え、これらをメタファーとして取り入れている。東宝側からはセンシティブな問題であるためゴジラから放射能の設定を外すことも提案されたが、庵野はゴジラを題材とする以上、放射性物質の問題を外すわけにはいかないとし、放射性物質の扱いや災害・被災の描写に真摯に向き合う覚悟を決めて描くこととした。ゴジラから発見された未知の放射性物質を半減期の短い設定としたのは、東宝側への配慮から現実感をぼかしたものである。
初期プロットを手掛けた神山健治は、ゴジラに核兵器と原子力発電所のストレートなイメージを取り入れ、最後はチェルノブイリ原子力発電所事故を想起させるゴジラを石棺で封印する物語とした。ゴジラが残り続けるという結末は現代日本の状況をカリカチュアしたものでもある。
庵野は、ゴジラの定義を自然の中にいた生物が人間の手によって悲劇を背負った存在としており、ゴジラが自然発生することは否定しつつも、現代では大気圏内核実験は行われておらず、核廃棄物で自然にゴジラへ育つという設定もリアリティがないと考え、科学者が誕生に関わっていることを示唆することで人間の業や科学の業を背負わせている。庵野によるラフプロットでは、アメリカの実験船事故によりゴジラが誕生するという展開であった。
当初より東京湾からゴジラが初上陸するという想定であったが、プロットを読んだ庵野の友人である出渕裕から浅い東京湾にゴジラがいきなり出現するのは無理があると力説され、それを解消するために4足歩行から2足歩行に形態変化するという設定が生まれた。形態変化の設定が加わったことに伴い、両生類から爬虫類へ進化するというイメージがゴジラに盛り込まれることとなった。
初期案では、庵野は初代ゴジラの再上陸時での進行ルートを逆走する形で隅田川を遡上するという流れを考えていたが、プロデューサー側からゴジラが上陸する理由付けが必要だとの意見が上がり、神山によりゴジラが電波に反応して上陸し東京スカイツリーへ侵攻するという展開が提案された。しかし、諸般の事情によりスカイツリー自体が映画には登場しないこととなった。庵野は、制作が困難な都内の破壊描写を避けつつインパクトも与えるため、ゴジラが隅田川からジャンプして霞が関に着地するという案も出したが、周囲から猛反対を受け不採用に終わった。
ゴジラ像が設置される新宿東宝ビルの竣工にあわせて最終決戦の地を西新宿にするという案もあった。この展開では、ゴジラを誘導するために汚染リスクを覚悟して核廃棄物を運搬するという描写も存在した。
「怪獣」という呼称を用いないことが当初から掲げられ、初期準備稿では「巨大生物」や「巨大生物第1号」などの呼称が用いられていたが、庵野が官僚へ取材した際に実際どう呼ぶか訪ねたところ「巨大不明生物」との回答を受け、これが作品に取り入れられた。「放射線流」の呼称も同様に専門家への取材から出てきた言葉であった。

### デザイン（シン・ゴジラ）
イメージデザインは前田真宏が担当。庵野が持っていた「原点回帰」というコンセプトと、庵野が描いた初代ゴジラの首が高く伸びて全体が屹立したスケッチなどを手掛かりにしたという。
前田は、ゴジラのキャラクターを最も際立たせているのは放射能を取り込んだ怪獣ということであり、放射能によって急激に遺伝子が壊れ、自分でも予想が付かない姿となり、原水爆にまつわるさまざまなイメージが混じった初代ゴジラは、終戦間もない時代でしか出せないものであると思っていたという。その時代から遠いところへ来て、公害をモチーフにしたヘドラなど、社会性を持ったさまざまな敵と闘ってきたが、その多くはエンタテインメントのようなアプローチでリアリティはなかった。だが、3.11によって、初代の時代に引き戻されたところがあり、それを体現したゴジラにすることとなった。
初代ゴジラは爬虫類が変化したもの、という説明があるが、本作品では急激な進化の行きつく先にあるものは何なのかという考え方から恐竜型には寄せておらず、海から上がってきたゴジラが急激に突然変異が起こって、みるみる変化していき、最終的に初代ゴジラのイメージに近くなったフォルムと解釈したという。また庵野は、初代ゴジラの造形は着ぐるみの作り方が確立されていなかったためスマートではなく、その不完全さを取り入れることも意図していた。
第1形態は、前田が考案した巨大なオタマジャクシのようなものが描かれたが、劇中では未使用となった。海中移動時の形態案では、首周りの孔をインテークと想定していた。
第2形態のラブカのような頭部は、陸に上がった両生類の感じであるという。東宝側の拒否反応を緩和させたいという庵野の要望により、ゴジラをそのまま這わせたような4足歩行形態のイメージも描かれた。死んだ魚のような眼は樋口のアイデアであるという。庵野はイメージソースとして『大怪獣決闘 ガメラ対バルゴン』（1966年）に登場するバルゴンと『帰ってきたウルトラマン』（1971年）に登場するツインテールも挙げており、バルゴンの何を考えているかわからない怖さとツインテールの人間と顔が近い怖さを描きたかったと述べている。
デザイン段階では3形態という設定であったため、完成作品での第3形態にあたるデザインを前田は描いていない。前田による第2形態から第3形態への変態イメージでは、昆虫のように脱皮するとともに核エネルギーを発生させ、周囲の人々が倒れていくという案となっていたが、庵野により描写が困難として却下された。体表を突き破って腕が現れるという画コンテも描かれていたが、こちらも同様の理由により却下となった。庵野は、第2形態からいきなり変化させるのは無理があると考え中間形態を設けることを提案し、樋口や尾上も同様の考えであったことから取り入れられた。
第4形態は、手は細くて筋張った小さなものにしており、せり出した胸骨は鳥類に近いが、鳥とは異なり、筋肉は付いておらず、首の屹立を強調するために、首と胸骨の間に段差を付けている。尻尾はちゃんとした顔ではないがそこだけ毛や歯が生えていたり、あるべきものではない組織ができかかっているものとして、顔のようで顔ではないものが尻尾に付いていることとなった。原爆のキノコ雲を想起させる頭部のイメージ画は、初代のイメージと共通している。放射線流発射時には、背中から制御棒のような器官が抜けてエネルギーが高まるという案も存在した。
第5形態のデザインは、当初は翼にあたる部分が結晶のような形状になった天使のようなイメージであったが、庵野からオーギュスト・ロダンの『地獄の門』のイメージを要望され、最終的に竹谷による第4形態の尾の造形から派生したイメージとなった。庵野は地球上で進化するとヒト型にたどり着くという考えは『新世紀エヴァンゲリオン』の世界観と同様であり、特撮作品の流れとしても怪獣からヒト型へ至るのは正当な系統でもあると述べている。
キャラクターデザインではモノクロで描かれていたが、自己再生と崩壊を繰り返しながら進化していくゴジラは、絶えず傷だらけになりながら増殖して大きくなっていくことから、マグマや傷の血を彷彿とさせる赤い体色となった。ただし、痛々しい感じの傷口のようにするために、奥まった溝の部分は赤く、出っ張ったところは黒くしている。
当初は海から上がってくることから陸上ではうまく歩けず、尻尾で支えて歩くイメージであることから、庵野の案で尻尾は大きくしており、足も地面に全体が付くのではなく、かかとが上がっている感じにしている。
ゴジラが自己増殖するという設定に基づき、ゴジラから別の体が生えてくるというイメージも描かれたが、東宝側からの拒絶により不採用となった。尾の顔はこの名残でもあるという。

### 造形・表現（シン・ゴジラ）
キャラクターデザイン・雛形製作は竹谷隆之。
首から胸部にかけては筋が入っている感じにしているが、筋肉ではなく気持ち悪さが出た感じにしている。表皮や筋肉は、重力が下におよんで垂れ下がっていることから、下半身は皺が生じてどっしりとしている。
総監督の庵野秀明からは「完全生物」という指示を受け、地球上の生態系の頂点として造形された。イメージデザインの前田真宏によるコンセプトスケッチをもとに初代ゴジラをリスペクトした造形を主軸に、「（生態系の頂点のため）警戒する必要がない」として瞼や耳介がない、「何かを捕食して生きるわけでもない」ために歯が噛み合わない乱杭歯となっている、などの差異が見られる。また、庵野との打ち合わせの際に「人が入れないようなシルエット」という指示も出されている。
雛形
デザインの検討用に雛形が制作された。造形作業は、第4形態、第2形態、第3形態、第5形態の順で行われた。
小さい目は「生き物の中で一番恐い」ヒトの眼を参考にしたほか、皮膚の質感はゴーヤ、頭部はキノコ雲をイメージして造形されている。さらに、「自己分裂を繰り返す」「すべての生物の要素が入った完全生物」といったコンセプトから、尻尾の先端には形成不全なできかかった感じのヒトの歯や肋骨といったパーツが生えており、原型の尻尾も粘土に魚やヘビの骨を埋め込んでいる。竹谷によれば、庵野は頭部に脳がないがらんどうなものを要望したほか、尻尾に脳があるかもしれないとも述べていたという。尾のトゲ状の部位は、雛形にイタチやキツネの背骨を埋め込んで表現している。
2016年に開催された「ニコニコ超会議」では、形状検討用として作られた「1号雛形」が公開された。1号雛形はイベント用に仮着色しかなされていないが、これと同じ形状のものに着彩を施した着彩検討用の「2号雛形」が存在しており、それらを元にして映像製作が進められた。この2号雛形は、ワンフェス2017[冬]で一般公開されている。2号雛形の後も、頭部形状を変更するための胸像や、熱焔放射時の開口参考用胸像などが制作された。
第2形態は、モチーフのラブカの気持ち悪さを落とし込むことが意図されたほか、庵野の要望からエラは刃物で斬られたような繋がっていない切れた形状となった。当初、竹谷は目のないデザインを提案したが却下され、その後も雛型やCG製作で目の試行錯誤が続いたという。庵野の案で小さな眼点を大きな目の周辺に足している。第2形態は幼体であることから半透明の感じの体色にしてほしいと言われたため、半透明の樹脂で型を抜いて質感を出している。胸郭は監督の樋口真嗣の案で尖らせ、アスファルトなどを割りながら進んでいくこととなった。
第1形態は、第2形態のCGを一部流用している。
第3形態は、デザイン画がなく第2形態の雛型から複製したパーツを用いて雛型が制作された。雛型では第2形態と同様の細い足であったが、CGでは太めに修正されている。竹谷は、雛型の時点では初めて立ち上がるので不安定感を出すことを樋口から要望されていたと述べている。撮影アングル検討用に第4形態を3Dプリンターで出力したところ、プリンターの精度が悪く横縞のラインが入ってしまったが庵野はこれを気に入り、第2形態から第3形態へ変化する際の体表パターンに取り入れた。
第5形態は、他の形態と同様にスキャニングデータが製作されたが、映像には竹谷の製作した雛型そのものが使用された。当初は背びれに人型が密集しているという案も存在した。
公開前に発表された足型は、当初は雛型から複製した足裏を黒く塗ってスタンプとして用いたがうまくいかず、足裏の写真そのものを加工している。

コンピュータグラフィックス
歴代作品で初めて着ぐるみをいっさい使わず、CGで造形したモデルをモーションキャプチャで動作させている。CG製作は白組が担当。樋口は着ぐるみでなければゴジラではないというようなこだわりはなかったといい、動きの制約やギミックを仕込む作業効率など、着ぐるみでは費用対効果が低かったと述べている。尻尾は操演でも動かせないというほどの長さで、腕も着ぐるみにするには大人が腕を通せないほど細く、足もかかとが浮いており、爪の先端も体重を支える角度をなしていないという、着ぐるみを使わずCGによる造形と操演を前提としたデザインである。
一方、着ぐるみが持っていたゴムの質感やたるみなども意図的に表現している。これについて竹谷は、ハリウッドでは生物的なリアリティの追求に向いてしまうが、日本人には初代ゴジラの着ぐるみのイメージがあるため、それを排してしまうと違うものになってしまうと述べている。映画ライターの神武団四郎は、CGは予算の規模が結果に直結するため日本映画ではマイナスに働くことも多いが、本作品でのゴジラは激しく動き回ることはなく、細部のディテール描写に重点を置いていたためハリウッド映画にも見劣りしないクオリティであったと評している。
ゴジラの歩行シーンでは、足を映すと手間がかかるため膝上のみを見せており、その代わりに足元での破壊された破片の大きさや舞い上がり方などにこだわることでリアリティを出している。歩行シーンはCGを固定化しており、作業の効率化を図ることで他の描写にリソースを割いている。
モーションアクターが野村であることは劇場公開まで伏せられており、公開と同時に「329人目のキャスト」として報じられた。野村の起用は樋口の提案によるものであった。野村は演じるにあたって「人間くささ」を排除し、神や幽霊など「無機質」な動きを心がけ、モーションキャプチャを収録する際にはゴジラの面を着けて顎を動かす面の使い方を意識したという。従来のゴジラと異なり手のひらが上を向いているのは、「（中国や日本など）東洋の龍は玉を上向きに掴んでいる」という野村からの指摘を参考にしたためである。尾の重さを感じるため、後方に重りを引いている。VFXプロデューサーの大屋哲男によれば、当初はグリーンバックも用いず会議室で参考映像を記録するのみの予定であったが、野村が乗り気であったため本格的にモーションキャプチャーでの撮影も行うこととなったという。野村が着用した面などは、特殊造型プロデューサーの西村喜廣が手掛けており、実際の能面を参考に顎が可動する仕様となっている。尾に見立てた重りは、中に水を入れて重さを調整している。ヤシオリ作戦のシーンでは、面白い動きをという庵野からの注文を受けた野村がアドリブで回転ジャンプを演じ、庵野はこれを気に入ってなんとか入れようとしたが、関係者ほぼ全員から反対されてカットとなった。
野村をキャプチャーしたゴジラの動きは、プリヴィズの段階では生物の骨格を無視したラフなもので、本番のCGではクオリティを上げて作り直す予定であったが、庵野はこの動きを気に入りCG制作の際にプリヴィズでの動きを完全再現することを指示した。プリヴィズ用のCGと本番の3DCGモデルでは関節や可動域などの構造が異なっていたが、手作業で修正するなど無理やりシンクロさせている。両CGを手掛けたゴジラコンセプトアニメーターの熊本周平によれば、庵野は記憶力が高くわずかなパーツの違いや動きのズレなども気づいていたといい、良かれと思って修正した部分もプリヴィズ通りに直すよう何度も指示されたと述懐している。プリヴィズ制作を担当したジャストコーズプロダクションの柴田拓也と小原健によれば、庵野はゴジラをとらえるショットでは人物のようなバストショットよりも画面いっぱいに埋める画やものすごい引きの画を好んでいた。また、庵野はゴジラを生物的に描かないことにこだわっていたといい、ゴジラアニメーションスーパーバイザーの佐藤篤司がビルの倒れるシーンでゴジラが痛がるリアクションをつけた際には、ゴジラには感情はないと述べて不採用にしている。CGプロデューサーの井上浩正は、庵野が各スタッフの抱くゴジラ像を取り払うのに苦労したと語っていたことを証言している。

アニマトロニクス
フルCGと謳われているが実際には、樋口と准監督の尾上克郎から『進撃の巨人』での経験を元にCGだけでは不安が残るため造形物も併用することが提案され、機械式の造形物が制作されていた。制作はJIROが率いる自由廊が担当し、『進撃の巨人』の超大型巨人の造形物と同じく腰までのものであった。頭や首は中に人が入って操作し、内部にはモニターやトランシーバーも備えていた。操作には6から7人を要した。
庵野は、技術的な面はわからないため2人に任せ、粘土原型のチェックも行っていたが、納品当日に完成品を見て無理だと判断し、不採用を決めた。質感や動きなどはCGで加工すれば良いとの意見も挙がっていたが、庵野はそれならばCGだけで完結させたほうが良いとこれを固辞した。尾上は、素材があれば使われる可能性もあるだろうと考えて一部撮影も行っていたが、それらも不採用に終わった。VFXスーパーバイザーの佐藤敦紀は、造型物でうまくいったかもしれない部分はあっただろうが、竹谷の雛形が良く出来すぎていたと述べている。
この造形物は実際に使用されず終わったため、証言者によって「サイボット」「アニマトロニクス」など呼称が異なる。

その他の造型物
飛散してビルに付着したゴジラの体組織や回収されたケース内のゴジラの体組織なども造型物が制作されたが、いずれも不採用となった。ゴジラの体組織を回収に向かう自衛隊のシーンで落ちる体組織は、シリコンの中に風船を入れて潰れやすくしたものを用いている。
映画PR用に1/60スケールのゴジラ（第4形態）立像が制作され、イベントなどで展示された。FRP製で、全高約2メートル、総重量約80キログラム。9体が制作され、1体は福岡市美術館で常設展示された。
初上陸時の描写は、東日本大震災による被害を想起させるものとなっている。樋口は第2形態の上陸時に電柱や信号機を全身に絡ませたいと提案し、その合成用に電柱などのミニチュア撮影も行われたが、時間や技術的な問題から不採用となり、その名残として北品川で電柱を頭部から飛ばすシーンが設けられた。
劇中でのゴジラのDNAを解析しているモニター画面では、ヒトと同じ「A・T・C・G」という塩基配列のほか「O・D・I・L」という架空の配列も並んでおり、ゴジラがヒトの遺伝情報を内包しているあるいはヒトを超えた遺伝情報を持っているということを示唆しているほか、「T」「C」を「Z」「L」に置き換えることで「GODZILLA」のアナグラムにもなっている。

## 『ゴジラ-1.0』
映画『ゴジラ-1.0』（2023年）に登場。
小笠原諸島の一つである大戸島周辺の海を縄張りとし、近海を回遊していた島の伝承に伝えられている再生能力を持つ大型海洋生物「呉爾羅」が、1946年夏にアメリカ軍による核実験の際、ビキニ環礁にて行われたクロスロード作戦による放射能の影響を受けて突然変異、巨大怪獣化した姿。身体の表皮は原子爆弾によって焼け爛れ、放射性物質が体表の奥深くまで紛れ込んだ結果、エラーに次ぐエラーが表皮の細胞に発生し、元の姿を取り戻せないまま再生能力が暴走したかのように以前の姿を遥かにしのぐ約50メートル大の巨体と化した姿である。襲撃後の船に残った皮膚組織からは、大量の放射能が検知されている。大量の核エネルギーが全身に漲っており、損傷を体に負っても短時間で完全再生が可能。
顔にある損傷と再生によって負った傷が特徴的である。新生丸の機雷によって傷を顔面に受けた後には、酷い損壊によって再生機能にエラーが生じて牙が頬にまで生えている。神々しさを感じさせる直立して胸を張った姿勢に加え、巨体にしては小さな頭部に足が太い三角形に見える体形であり、背びれは尖っており、足は鳥類に似た獣脚になっているほか、肘には爪状の突起が生えている。爪と牙がかなり鋭く、相手の動きを鋭い牙が生えた口で抑え、そのまま空中高く投げ飛ばす。その再生能力は生物として並外れており、固い表皮を仮に破られて頭部を欠損しても数秒で再生する。
武器の放射熱線を用いる際には、原子爆弾のインプロージョン方式のように背びれが尾から順に伸びていき、一気に沈み込んで放つという工程になっている。なお、放射熱線を放つたびに自身の頭部にもダメージを与え、顔が焼けては再生しており、それゆえに再生が追いつかなくなるため、連射は行えない。
1945年、大戸島の守備隊基地を全高15メートルの大きさで襲撃し、敷島浩一少尉と整備兵の橘宗作以外の整備兵全員に襲いかかり、死亡させる。
1947年、太平洋にてアメリカの船舶を襲った後、小笠原諸島近海にて敷島らの乗る特設掃海艇・新生丸と遭遇し、新生丸と行動をともにしていた海進丸とシンガポールから急行した高雄を沈没させた。その後、帰巣本能で東京湾の防衛第4区での爆破攻撃を超えて東京に上陸して品川を経て銀座まで進攻した際に放射熱線を放ち、国会議事堂周辺や銀座のビル街を蒸発させて壊滅的な被害をもたらす。
数日後、相模湾に出現した際には野田健治の提案した海神作戦により、敷島の乗る震電に誘導されて東京湾沖へと再び誘導され、放射熱線を放つも、駆逐艦群によって括りつけられたワイヤーと、バルーンとフロンガスのボンベの力で深海1,500メートルまでの沈降と急上昇による減圧・加圧を繰り返されたことで水圧で表皮に激しい損傷を負う。最終的に、機関砲を一部降ろして機内に250キログラム爆弾2個と500キログラム爆弾を搭載した震電が、放射熱線を発射寸前の口内に特攻して自爆（敷島は寸前で脱出）した結果、頭部を完全に爆破されて放射熱線のエネルギーで内部から自壊し、海底へ沈んでいった。
だが、ゴジラの肉片は海底で再生を始めていた。

### 制作（ゴジラ-1.0）
身長の設定については、監督の山崎貴による「50メートルくらいだと見上げた時に目が合う感覚もあるし、ゴジラと人間を一緒に撮ることもできる」との意向のもと、CGモデルの発注当初は50メートルとされていたが、完成したものを正確に計測してみると10センチメートル高かったため、それを採用して50.1メートルとなった。山崎は『フランケンシュタインの怪獣 サンダ対ガイラ』でも、従来の怪獣よりも小さかったことで、人間との対比がしっかりと描けるから怖さを感じられたため、背景を作り込めて画の情報量が多くなる小さな怪獣ほど怖さを演出しやすいというが、小さいから怖いとはいっても50メートルの初代ゴジラより小さいと「ゴジラ」の風情がなくなるということもあり、初代に合わせた大きさになったという。過去のゴジラ映画は、すべてが制作された時代を舞台とした現代劇であったが、本作品では初めて時代劇となっている。これについて山崎は、ゴジラが昔の建物に合わせて小さくなったわけではなく、小さくしたいから昔を舞台にしたという。
山崎は、本作品のゴジラには生息地が戦争で荒らされていることへの怒りがあるといい、細胞が核の火によって破壊され、再生しようとしてエラーが多発している状態と化したことから、さらに怒りが大きくなって東京へやってきたと述べている。アメリカの核実験でやられたのに日本に向かうのはおかしいと疑問に感じたが、ゴジラを「祟り神」であると考えれば日本人にとっては腑に落ちるほか、ゴジラの怒りは人間が持つ怒りとも少し異なっており、制御できる性質のものではないため、どこでも暴れ得る。そのゴジラを迎え撃つ日本人は、「祟り神」の怒りを海で収めるという儀式を行って鎮まってもらうものであるという。
山崎は、本作品のゴジラで最も苦労してこだわったシーンに歩き方や電車車両のくわえ方を挙げており、特に後者は初代ゴジラのくわえ方を参考に自分の手で電車車両をくわえる動きを撮影し、アニメーターたちと彼らなりの解釈を交えながらやり取りして作ったという。大戸島にて整備兵たちを殺害するシーンについては、東宝によるゴジラのレギュレーションにもある「ゴジラは人間を食べない」を踏まえ、残虐な生物であるが荒ぶる神でもあることを表現するために「噛みついた後に吐き捨てる」との描写にした。また、放射熱線を放つ際の背びれのギミックについては、参考としたインプロージョン方式のように一つに集まるイメージが欲しかったことから、予備動作として儀式を盛り上げるような要素を考えた結果、思いついたという。震電がゴジラを誘導した際の農村の風景については、当初は『シン・ウルトラマン』のデータを利用しようかと考えていたが、現代の風景やデータの重たさから実際の作業を考えて断念した。結局、ロケ地にドローンを何回も飛ばして写真を多々撮影してもらってから構築する方法で作ったが、細かい箇所は上手くいかず木を植えたりする作業が必要となり、予定にない作業なので自分が担当したという。
企画・プロデュースの岸田一晃は、これまで培われたゴジラ像から離れた異端ともいうべき『シン・ゴジラ』のゴジラに対し、本作品ではこれまでの約70年の歴史の中で描かれたゴジラへのリスペクトを持ち合わせつつ、より強くより怖い正統派のゴジラを目指したという。
岸田は、本作品は人々が生を追求する物語である以上、直接的に人間に対して危害を加えて死なせる描写を表現することにより、ゴジラという存在の恐ろしさを描いていると述べている。
ゴジラとの戦いについては、当初は第1作でのオキシジェン・デストロイヤーを使ったことに倣い、再生能力を暴走させて殺害する超兵器「ゲノムアクセラレータ」を開発する案が検討されたが、最先端すぎてあまり現実的ではないとの結論から、かつて山崎が『アルキメデスの大戦』でも依頼した後藤一信が軍事監修兼作戦立案で参加することとなった。後藤は戦後当時の日本がゴジラとどう戦えるのかとさまざまな作戦を考えてくれたうえ、泡で包んで沈めた海中にてフロンガスを使用することによって生じた大量の氷柱がゴジラに突き刺さるとの後半部分のアイデアも考えてくれたが、山崎は一撃で終わってしまうので映画としての面白味に欠けると判断し、前半だけ採用させてもらったという。

### デザイン（ゴジラ-1.0）
デザインスケッチは山崎、デザインはモデリングアーティストの田口工亮が担当。本作品のゴジラはフルCGで描かれている。
当初は『ゴジラ・ザ・ライド』とは異なる方向性のデザインも検討されており、獣感の強い細身体形で前傾姿勢のものもあり、かかとを浮かせた足の形は最後まで引き継がれている。そのほかにも、背びれが現在よりも目立つもの、俊敏そうな鳥足のような脚をしたもの、半身をビキニ環礁で被爆してその半分がゴジラのようなもの、もう半分がケロイド状のものなど、試行錯誤が重ねられた。顔の肉が機雷で取れてからは、エラーが細胞再生に生じて骨や牙が見えたスカーフェイス状態になってしまうものも考えられたが、後半にずっとその顔で登場するのはどうかと思い、なくなった。
本作品のゴジラは細胞が再生するが、あまりにも酷いダメージを受けると完全に再生できずにエラーが出るというものとなっており、一度ビキニ環礁の原爆実験によって強烈なダメージを受け、再生しようとしてこの姿になったという設定のため、新生丸の機雷や高雄の砲撃によって再生した部分は他と顔の色が異なることから、ある程度ディス・イズ・ゴジラという部分は大事にしなければと思い、初代『ゴジラ』に近い時代設定にしたということもあり、変化球なデザインでは無い王道的なゴジラにしようと決めていたため、最終的に理想的なゴジラであった『ゴジラ・ザ・ライド』のゴジラが一番良いと判断し、それをブラッシュアップしたものとなった。
ハリウッドの前傾姿勢のゴジラは戦う気満々であるが、首が立った日本のゴジラは半分は神様であることから、基本的には直立しており、人間のようには見えないように足は獣脚となっている。
『シン・ゴジラ』では長い尻尾は特徴的であったが、本作品のゴジラはそうでもない長さだという。だが、素早く尻尾が振り回されると街に大変な被害をおよぼすものとなっている。
『シン・ゴジラ』では人間のような目であったことから、本作品では当初は半月形の「ゴジラ目」にする予定であったが、田口が人間のような目に何度もしていたため、怖い目であるとだんだん思えてきて、田口のこだわりを活かすものとなった。

### 造形・表現（ゴジラ-1.0）
スーツは制作されていないが、高さ2.3メートルの模型が東宝によって5体制作されており、TOHOシネマズ日比谷（2023年7月14日から8月31日まで）、ワンダーフェスティバル2023夏（2023年7月30日）、大浜パーキングエリアの下り売店（2023年12月10日まで）などに展示されている。
山崎は、『ゴジラ・ザ・ライド 大怪獣頂上決戦』の映像を作った際に怖さが距離の近さであるということを思ったといい、距離が近いのはスーツが人間に近づくとディテールのバレが出てしまうが、デジタルであると情報を寄った分だけ追加していけるといい、できるだけデジタルにしかできない表現を入れないとデジタルにした意味がないため、序盤で大戸島に出現したゴジラの攻撃方法はデジタルゆえの距離の近さであり、相互関係が作れるという良さであるという。
ある程度は恐竜のような動きをできるようにして、感情的になった際には激しく体を動かすが、ハリウッドのゴジラのように野獣的に戦うのではなく、神様と獣の両方を兼ね備えた存在という意識であると考えたという。

## 『GODZILLA』（アニメーション3部作）
映画『GODZILLA』アニメーション3部作（2017年 - 2018年）に登場。
作中世界の1999年から地球上に現れ始めた怪獣のなかでも別格の存在に位置付けられる、植物を起源とした超進化生命体。
命名は戦略生物学教授のキョウヘイ・ヤマネ博士らによるもので、小笠原諸島の大戸島に伝わる龍神「呉爾羅」に由来する。
老化せずに成長と進化を続ける特性によって、全高300メートルという巨体を2万年間で獲得した頂点生物で、骨格は存在せず、金属成分を多く含有した超進化植物の繊維で構成される。植物は遺伝子の水平伝播によってさまざまな生物の特性遺伝子を取り込んでいるとされ、クマムシのようにあらゆる悪条件に耐えられる。その防御性能は、体細胞を強力な電磁石として機能させ、背びれの「生体内増幅器官」から桁外れの高周波電磁パルスを放射することで、表皮直下にありとあらゆる物理干渉を遮断する「電磁メタマテリアル」の「非対称性透過シールド」を展開する能力によるものである。また、表皮は多層泡状構造を形成することで熱核攻撃やマグマ溜りにも耐える超高熱耐性を有しており、組織の一部がプラズマ焼却されても猛烈な細胞再生能力によって回復してしまう。
シールド、泡状表皮、再生力の組み合わせにより無敵に近い存在ではあるが、狭い範囲に大量の攻撃エネルギーを集中させると、1/10,000 - 1/3,500秒ほど、シールド無効時間となる周期的な「ノイズ」が発生するという弱点がある。このノイズを干渉波攻撃で拡大することによりメタマテリアルのシールドに隙間を生じさせることが可能となっており、その間に同調攻撃で増幅機関を破壊し、組織が修復されるまでの数十秒で電磁パルスプローブスピア（略称：EMPプローブ）を体内深部に打ち込むことで理論上は打倒でき、体内電流がオーバーロードした状態では自らのエネルギー量に比例してショートするので、熱線を放射するほどの高電圧を帯びることで自爆が誘発される。
攻撃手段として、口から放つ高加速荷電粒子ビーム「熱線」があり、頑強なほかの怪獣の甲羅をも貫くどころか山さえも吹き飛ばす。胴体は荷電粒子砲の加速機器に相当する機能を持つ。さらに威力を高めると螺旋を描く真紅の柱のような攻撃に変化し、月と同等の質量を持つ小惑星を地球から狙撃して粉砕するうえ、その余波で異星人の技術による強化シールドさえ破る強烈な電磁波が発生し、300キロメートル以上離れた地点の電子機器すら破壊する。なお、増幅機関である背びれが破壊されただけなら熱線発射能力は損なわれない。
体表はあらゆる電波を吸収する性質を持ち、熱線発射時を除けば赤外線も放射線もほとんど感知できない。その完璧な隠密性から発見は困難となっており、ほとんどの精密誘導兵器も機能しないため、攻撃の際にはある程度の距離まで接近しなければならないが、接近すれば熱線に伴う電磁波障害で軍用電子機器でも故障してしまう。電磁推進器官の存在が示唆されるほどに優れた遊泳速度は2040年代の最新鋭潜水艦を上回るとされ、優れたステルス性も加わり異星人の技術をもってしても海中での追跡は困難であった。
高度な知性を持つことが推察できる行動を取ることが確認されており、2042年のゴラスや2046年のメカゴジラなど、自身の脅威になると判断した存在を積極的に排除しようとする。人類を探し出して攻撃を行うことから「決して人類を見逃さない」と評されるうえ、自分以外の怪獣に対しても強い敵愾心を見せるという習性を持つ。前述の通り普段は放射線はほとんど観測できないが、通過した経路には高濃度の放射線が（場所によっては人間の致死量を上回るほどに）残留するうえ、破壊跡にはその放射能汚染に引き寄せられるかのように数多くの怪獣が出現する。
その脅威から、真の霊長、怪獣たちの王（King of Monsters）、ヤツ、破壊神、究極生物、G、恐怖の象徴、神の獣などとも呼ばれた。メトフィエスによると「驕れる者への制裁の鉄槌」「自らを万物の霊長と僭称した種族への摂理からの復讐者」であるといい、同様の存在によって破滅に追いやられた異星文明も多いとされる。

### 登場個体
ゴジラ・アース
作品世界内に初めて現れたゴジラ。
フィリウスとは形状的な違いは大きさ以外にはないが、顎ヒゲのような突起があることが唯一の違いである。動物的な外見だが、植物起源の生物であるため、動物の内臓のような構造は体内に有していない。小さな目は意外にも知性的で穏やかな表情を見せている。背ビレはヒイラギの葉を彷彿とさせる形状となっており、尻尾に背ビレからのエネルギーを集めて、広範囲を一振りで薙ぎ払う。足は膝から下が長く細い外国人力士を彷彿とさせる体型で、爪先は広がっておらず人間の足のような形となっている。
20年未満の活動期間のうちに人類から地球の霊長の座を奪い、直接的な被害だけでも6億人を超える死傷者を生み、人類の生存圏から北アメリカ大陸とユーラシア大陸を喪失させ、地球外への移民計画を実行させるほどに人類を追い詰めた。
元は太平洋に生息しており、2030年5月29日、大戸島に打ち上げられたカメーバIVの死骸からその存在が発覚し、ヤマネ博士らが調査に派遣された。この時は発見に至らなかったがそのまま海中を東へ移動し、同年、アメリカ西エリアにて初めて姿が確認され、初出現時にはロサンゼルスとサンフランシスコを壊滅させて海に消え、その間だけで推定870万人を死傷させる。翌2031年にワシントン沖で米国海軍を奇襲してシアトルを蹂躙し、12月24日にはコロラドスプリングズにて米軍との総力戦に圧勝し、インディアナポリスでは40メガトン相当の熱核攻撃に耐え、メキシコ湾から海へ戻っていった。1年後の2034年には西ヨーロッパへ上陸し、パリ防衛戦と称されるEUの総攻撃も時間稼ぎにしかならず、そのまま進行を続けてドイツを焼き尽くす。アルプスを越えてイタリアへ向かうかと思われていたが、2037年のザルツブルグ陽動作戦後には自らの意思で突如パリへ引き返し、海に消えるまでに推定600万人が死傷する。
5年間の休眠を経て2042年に復活した際には北極の氷を融解させながら、地球に接近していた妖星ゴラスを熱線で狙撃して完全に粉砕し、海を南下して大西洋で欧州復興計画「オペレーション・ルネッサンス」中の輸送船団ごと連合艦隊の主力を壊滅させると北米に上陸する。地球連合首都兼武装都市となったニューヨークを一夜で滅ぼし、生存圏を求めて地球に飛来した異星種族ビルサルドとエクシフの母船の核融合炉を暴走させたことによるクリーブランドを消滅させる「オペレーション・プロメテウス」にも耐え、さらに「プロジェクト・メカゴジラ」のための時間稼ぎとして行われた「オペレーション・ロングマーチ」にてユーラシア大陸の奥地へ誘導されるまでに北アフリカと中央アジアで甚大な被害をもたらしている。これら計8回の出現を経た2044年には、世界各地にて推定3億人以上の犠牲者を生む。2045年、人類がエクシフおよびビルサルドと共同で発足させた地球連合による「オペレーション・グレートウォール」の際、一度は2,000発の熱核兵器でヒマラヤ山脈付近に形成された大断層帯に閉じ込められるが、熱量を溜め込んで山脈内部に膨大なマグマ溜りを形成するとその中を泳いで移動を開始し、1年後の2046年1月に熱線で大断層帯を破壊して復活する。史上初の「怪獣由来の火山活動」により、後にG火口と呼ばれる地点で大噴火を引き起こし、周辺に展開していた地球連合の部隊を火砕流で壊滅させ、そのままインド防衛線を突破してベンガル湾に消える。同年3月の遠州灘での地球連合海軍総戦力による富士山麓防衛戦では、艦隊も航空機も無視してメカゴジラの開発工場を狙撃し、妨害する艦隊の大半を壊滅させると浜松に上陸して富士へ向かい、対G最終決戦となった「富士裾野決戦」で地上部隊も殲滅する。翌日には東京湾を北上して芝浦埠頭から東京に上陸し、わずか3時間足らずで首都圏を蹂躙して日本列島を壊滅させ、消息不明となる。この時だけでユーラシア大陸にて2億人、日本にて1億人近い犠牲を生み出し、7億人まで減少した人類を地球から脱出せざるを得ない状況まで追い込んだ。
2年後、2048年にはアラトラム号の出航目前である3月にリオデジャネイロを襲撃し、11日にその郊外のJSS3宇宙港を壊滅させ、13日に防衛軍の最終防衛線を突破したことで本部施設を核自爆させることになる。それから3か月間、未だ市民の残るサンパウロやサルヴァドールなどを攻撃して2億人以上を死傷させ、さらに南米を横断してエクアドルやペルーを焼き尽くし、7月31日には地球連合新本部ブエナベントゥラへ進行するも、モスラによって撃退される。8月15日に再出現し、地球連合最後の作戦「オペレーション・クレードル」の陽動部隊と対峙する。
アラトラム号が帰還した紀元後2万年の地球では、G細胞由来の生物で構成された新しい生態系の頂点に君臨している。生態系は全て本個体に奉仕するような構造に出来上がっており、地上のあらゆる生命は擬態を通り越して同質化を行い眷属となり、それ以外（フツアなど）は地下に逃れてひっそりと暮らしている。約2万年の間に成長し続けて巨大化したことに伴い、超大音量の咆哮による共振現象で対象を粉砕する「超振動波攻撃」や、背びれから集中させた超高出力のプラズマをマッハ3 - 4の超音速で尾を振り回しながらスパークさせることで発生する長さ600メートルの「プラズマカッター」、遮蔽困難な重力波による分子振動で、熱源となる体内のコアを中心に5,000度を超える高熱を放ち周囲を溶解させる力など、新たな能力も獲得している。
分身ともいうべきG細胞生物が幾度もトラップで殺されていることからメカゴジラシティの存在を薄々感じ取り、熱光学迷彩で隠された街を探すために休眠を挟みながら関東・中部地方を回遊していた。劇中ではゴジラ・フィリウスの死亡直後に元丹沢大関門付近から突如出現し、ハルオ・サカキたち先遣隊に攻撃を仕掛け、超振動波攻撃とプラズマカッターによって部隊を壊滅状態に追い込む（『怪獣惑星』）。メカゴジラシティが機能し始めたのを察知し、富士山麓方向へ移動を開始する。ヴァルチャーによりメカゴジラシティ内部へ誘導され、対ゴジラ戦術に則った電磁砲の一斉射とEMPハープーンの撃ち込みにより体内電磁波が暴走状態となったが、自爆することなく重力波による分子振動能力で身を守りながらメカゴジラシティを融解させる。ビルサルドによるナノメタルとの同化作戦を地球人が拒み、ハルオによってコントロールユニットが破壊された直後に背びれの再生を終え、メカゴジラシティへ熱線を放ち完全に破壊する（『決戦機動増殖都市』）。その後は活動を停止していたが、ギドラの降臨を察知して迎撃を試みるも、物理法則の系が異なる存在相手に一方的に攻撃され、異なる物理法則に侵食されて存在が曖昧になっていく。しかし、ハルオが観測者であるメトフィエスの両目を潰し、ギドラがこちらの物理法則に捕らわれたことで反撃を開始し、2本の首を物理攻撃で破壊、残る1本の首と出現元となっていた3つのブラックホールを熱線で撃ち抜き、高次元空間へ撃退した。最後はヴァルチャーで特攻を仕掛けたハルオを熱線で撃ち抜いたことで、人類とゴジラの戦いに幕を引いた（『星を喰う者』）。

ゴジラ・フィリウス
地球帰還後、アラトラム号が初めて確認するゴジラ。ゴジラ・アースから細胞分裂して発生した近縁種の個体であることから、フツアからはゴジラの「しもべ」と呼ばれている。ダウンサイズしたアースの性能を持っており、2030年時点でのアースとほとんど同じ体格・能力を持つため、当初はこれこそがゴジラであるとされていた。
無人偵察機の観測結果から旧山梨県・神奈川県を中心とした関東地方が回遊圏内だと推定され、元丹沢 - 元渋谷エリアにて、ハルオ・サカキら先遣隊と交戦する。初遭遇時は撤退行動中の地球降下部隊A中隊を元伊勢原市 - 元秦野市付近で攻撃する。「対ゴジラ戦術」を実行するためにホバーバイク部隊に陽動され、揚陸艇からの爆撃で形成された即席の誘導路を通過して丹沢大関門の奥へ進行させられる。2,000発の敷設トラップによる崖崩れで生き埋めにされたことで動きを封じられ、非対称性透過シールドのノイズが生じた一瞬に受けた砲撃により増幅装置を損傷したうえ、ハルオの決死の行動でできた隙に砲兵隊からの集中砲撃で再生する時間もなく背びれを大きく砕かれてシールドを失い、多数のEMPプローブを体内に打ち込まれたことで体内電磁波が暴走状態に陥り、最期は体内から大爆発を起こして死亡した。

### 造形・表現（アニメーション3部作）
監督の瀬下寛之は「進化の最終存在」として、地球上の生命体で一番大きく一番寿命が長い「樹木」をコンセプトとして挙げ、特異な環境の中心にいる巨大な「世界樹」のような存在としている。
超進化した植物が他類の強者の特徴を合成した「想像上の生き物」をモチーフとし、伝説や神話の生物が具現化したかのような、御神木や巨大な古木のような威厳があるようなデザインとなっている。全体像は「ゴジラらしい」象徴性を維持しつつ、独自のシルエット、かつ金剛力士像のような想像上の筋肉を足すことにより、威風堂々とした雰囲気にしている。頭部はゴジラとしての印象から離れすぎない程度に神獣としての「獅子」をイメージして猿、犬、竜などをモチーフに模索し、「肉食感」を強めないように小さめに、口・顎も大きくはなく、眼に哲学者のような高い知性を感じさせる。表皮は枯れ木のようなシルエットだが、色は金属のような鈍く光る紺碧、表面には苔が生えている。脊椎に沿って3列に並ぶ背びれは、肉厚なヒイラギの葉のような形状、背中の中央部が一番大きく、表面は葉脈のようで、高出力の電磁波を発生させる際にはこの脈に沿って光が移動し、ヒレ全体を発光させる。腕は屈めば自分の足先に届くくらいに長く、手は人間並みに器用な動きができる印象、爪は植物の棘が進化した感じである。脚は太くて力強く、いざとなったら前傾姿勢でダッシュできるような可能性を残したシルエットである。長大な尾は3本目の足として体を支えるが、下側の接地面積が少ない形状をしており、繊維質なので触手のように伸縮し、鋭利な先端で攻撃もできる。
『シン』同様スーツは制作されておらず、イベントへの登壇の際にはvsシリーズのスーツが用いられている。詳細はGODZILLA (アニメ映画)#プロモーションを参照。

## 『GODZILLA』（1998年）
映画『GODZILLA』（1998年、アメリカ）に登場。
ポリネシアに生息するイグアナとうかがえる生物にフランスの核実験による放射能が蓄積した結果、突然変異して生まれた新種の生物。外見は明確に背びれこそ存在するものの、過去作品の登場個体と大きく異なっており、ティラノサウルスなどの獣脚類に酷似している。魚食性であり、多数の魚類を喰らうほか、幼獣であるベビーゴジラにも、それを餌として集めて与える。知能が相当高いようで、人間が仕掛けた罠を見破ったり、戦闘ヘリを待ち伏せて撃破したり、原潜を翻弄して同士討ちに追い込んだりしている。
戦闘の際には巨体を振るうことによる破壊以外は手足のかぎ爪を用いる程度で、過去作品の登場個体のような放射熱線を吐く能力は持っていないが、出火している場所に息吹を吐きかけることで火力を増大させ、対象に命中させるといった攻撃も用いる。また、強靱な脚で飛び上がって相手に強烈な蹴りを浴びせるハイジャンプ・キックを使いこなす。
変温動物であるため、極端に体温が低い。劇中ではゴジラの体温よりもビルの温度の方が高かったため、赤外線探知ミサイルで狙ったにもかかわらずミサイルが外れてクライスラービルを破壊してしまうという描写が存在する。
動きは時速480キロメートルで走れるほど素早いため、時速150キロメートル（原語では時速80ノット）の戦闘ヘリからも逃れられる。一方、ハドソン川では魚雷の直撃によって衰弱する、終盤ではタクシーに翻弄されるという演出もなされている。水中での移動速度は魚雷と同等で、米原潜の3倍。
無性生殖によって一度に200個のベビーゴジラの卵を産卵するため、倒し損ねれば数年で人類を滅ぼす恐れがあると分析される。しかし、砲弾で出血するうえ、魚雷で深手を負い（小説版）、最後は主人公たちが乗るタクシーに誘導されてブルックリン橋のワイヤーに絡め取られて動けなくなったところでF/A-18C編隊が発射したハープーンミサイルを右側面から6発、それでも動いていたがさらに左側面から6発受けて絶命するなど、肉体は過去作品の登場個体と違って脆弱である。マディソン・スクエア・ガーデンにおいて孵化したベビーゴジラの大群や多くの卵も同じようにF/A-18Cのハープーンミサイルによる空爆で全滅するが、エンディングでは残っていた卵1個からベビーゴジラが誕生する（ベビーゴジラのその後については「ゴジラ ザ・シリーズ#ゴジラ」を参照）。
- 日本版と本作品のゴジラは共に製作時点における恐竜の復元図を元にしているが、恐竜研究の進歩に伴って復元図も大きく変化しており、両者のデザインが大きく異なった要因の一つとなっている[注釈 37]。
- 本作品のゴジラは、怪獣ではなく動物であるとされている。怪獣であると人間にとって悪役になってしまい、ニューヨークには子供を産む巣作りのためにやってきただけであり、自分からは攻撃せず、ある意味では悪役だが、むしろ核によって生まれた悲劇的なキャラクターであるとしている[157]。また、タトプロスがゴジラに対して最初は驚愕し、次第に共感していくものの、人間が共存するためにゴジラを殺さなければならない、と葛藤する「感情の旅」を観客に感じてほしかったため、本作品では『ゴジラ』のみならず、『キングコング』や『フランケンシュタイン』という3大モンスター映画に共通する精神を大切にしたという[157]。ライターのガイガン山崎は、ベビーゴジラの存在が日米のモンスター観の違いが大きく出たと評している[158]。
- 鳴き声は日本版をモチーフとして、新たに録音・制作されたものが使用された。ベビーゴジラの鳴き声はフランク・ウェルカーが担当した[159]。
- 日本版でも戦車など通常兵器で傷を負う、細胞が回収されるといった描写はあったが、この「通常兵器で絶命する」という設定は日米ゴジラにおける大きな相違点となっている[158][160]。これについて、日本版プロデューサーの富山省吾は「アメリカにおける怪獣とは『乗り越えるべき存在』、日本においては『畏怖すべき存在』であるという価値観の違いが現れた」と述べている[要出典]。なお、最初の戦いでは魚を漁っている最中に米軍の奇襲による戦車の砲弾で負傷しているが、銃撃では負傷に至っていない。
- 劇中でのゴジラの命名は、冒頭でゴジラに襲われた日本漁船の生き残りの口から発せられた言葉「ゴジラ」が由来となっている。劇中設定ではゴジラは日本の古い神話に伝わる巨大な海の怪物であり、小説版ではそれに関する舟歌が記述されている[要ページ番号]。
- 小説版では「ワニに似た怪獣」と明記されている[要ページ番号]。小説版の説明によれば複数の遺伝子が入り混じった雑種の突然変異体であり、その中でもワニが色濃く反映されているとする（産卵に関してもタトプロスはワニに例えている）。これ以外にもコモドオオトカゲ、さらには鳥類の特徴も備えていると語られている[要ページ番号]。また、小説版ではカメレオンのように体色を変化させることができるとも説明され[要ページ番号]、映画でもビル群の中ではダークグレイ気味の体色となっている[注釈 38]。

### 造形・表現（GODZILLA）
通称はトラゴジ。
制作はタトプロス・デザインズによって行われ、アニマトロニクスのほかに成体の着ぐるみが24分の1サイズで3体作られた。
着ぐるみは硬いフォームラバーとゴム紐の上に薄いフォームラテックスの皮膚をかぶせ、筋肉が皮膚の下で動く感じを出している。逆関節の脚には人が入って歩けるように継ぎ足しを付けている。ゴジラの首の中に俳優の頭があり、日本の着ぐるみと同様に、視界を得るための小さな穴が開けられた。頭部はファイバーグラス製で、電動サーボモータが8つ入っており、目、目蓋、半透明の瞬膜、小鼻、舌の動きを外からコントロールすることが可能となっている。ただし、眉を動かす、口をゆがめるといった人間的な表情は極力排除されている。
アニマトロニクスは油圧式で動き、6分の1サイズで高さ6メートルの上半身のみが作られた。油圧で首、手首、肘、肩などの動きを完全に制御し、コンピューターにその動きを記憶・再現させることも可能。ロサンゼルスにあるヒューズ社の飛行機格納庫に上半身が運び込まれ、撮影時には『トゥルーライズ』でハリアー機を乗せるのに用いられた油圧式の台座に据え付けられた。
上記のほか、巨大な口の内部、巨大な4本の鉤爪、足指の間の部分は、俳優の演技と絡むショットの際に用いられる実物大のものが作られた。
タトプロスは反応の仕方や仕草はワニにインスピレーションを与えられたといい、原典のように物を手で掴んだり投げたりするのは、あまりにも人間的であると思ったため、手の代わりに口や首を使った動きを強調するようなデザインとなった。尻尾も原典では根元から先までほとんど同じ太さであったが、本作品では先の方を極端に細くスリムにして、鞭のように使っても納得がいくようにしている。脚も原典のように2つではなく、3つの関節がある恐竜の脚のようになったのは、ジャンプしたり、ビルに登ったりしそうに見えるからであるという。背ビレも実在の動物では大抵後ろ向きだが、攻撃的に見えるように前向きにしており、形も尖ったものにしている。背ビレは東宝側からの要望により設けられた。
ミニチュアの橋や建物を壊しながら進むシーンでは、通常の2倍から10倍以上の高速度で撮影しなければならないが、秒速200コマの撮影では着ぐるみはスローモーションに動いているようにしか見えないため、ゴジラの頭、手、足、尾の形にベニヤ板を切り抜いて緑色に塗装したものを、ミニチュアの爆破に合わせて動かして撮影され、後にCGのゴジラに置き換えられた。

### 日本での扱い
- 『ゴジラ2000 ミレニアム』に登場するオルガは、本作品のゴジラがモチーフになっている[164]。
- 『ゴジラ・モスラ・キングギドラ 大怪獣総攻撃』（2001年）
  - 「アメリカにもゴジラに酷似した巨大生物が出現し、『ゴジラ』と名付けられたが、日本の学者は同類とは認めていない」と冒頭の防衛軍の隊員の台詞で言及される[165][158][注釈 39]。
- 『ゴジラ FINAL WARS』（2004年）
  - ジラ (Zilla) の名称でエメリッヒ版のオマージュキャラクターが登場[注釈 40]。「1997年（DVDのブックレットでは1998年）にニューヨークを襲った怪獣と似ており共通点もあるが真偽は不明」という設定である[167]。そのほか、アメリカンコミック『Godzilla: Rulers of Earth』や小説『GODZILLA 怪獣黙示録』にも同名で登場している。詳細はゴジラ FINAL WARS#ジラを参照。
- ゲーム『ゴジラトレーディングバトル』『ゴジラジェネレーション』にも、本作品のゴジラが登場している。

## モンスター・ヴァースシリーズ
怪獣映画を中心とした作品群モンスター・ヴァース（2014年 - 、アメリカ）に登場。同一個体が継続して登場している。
恐竜を意識した前傾姿勢であったトライスター版とは異なり、日本版での着ぐるみの形状を踏襲した直立二足歩行形態であることが特徴である。

### 『GODZILLA ゴジラ』（2014年）
映画『GODZILLA ゴジラ』（2014年）に登場。
多量の天然の放射能が地上に満ちている中、巨大生物が跋扈（）していた2億7,000万年前（古代ペルム紀）に、地球の生態系の頂点に君臨していた生物の末裔（）である。その先祖はペルム紀末の大量絶滅以来、長らく深海に逃れていたが、たび重なる核実験によって地上の放射線量が再び上昇したため、放射性物質を吸収するために海上に再進出を果たした。同族については作中で確認されておらず、骨格の残骸が残されているのみである。米ソ冷戦時代にビキニ環礁など太平洋全域で出没しており、そこで1950年代に米ソがビキニ環礁で行った核実験も実際はゴジラを駆逐するための核攻撃による核爆発だったが、まったく効果を上げることができず、両国の最高機密として一般には秘匿されていた。サンフランシスコに出現した「Gデー」までは、古代の強大な生物ではあるものの、神話的な存在であると思われていた。
体内に原子炉のような特殊器官を持ち、莫大な熱エネルギーを生成することが可能である。敵との戦いで危機に陥ると、体内の放射能エネルギーを生体電気で発火させ、青白い放射熱線として相手に吐きかける。放射熱線の威力は絶大であるが、体力を激しく消耗するので多用はできない。作中では敵怪獣ムートーの体格の大きいメスに2回使用し、倒したあとは使用の影響でその場に倒れ込む。なお、放射熱線を使用する際には、コイル鳴きのような音と共に背びれが尻尾から順に頭に向けて順次、青く発光していく。
強靭な手足や尾も武器である。オスのムートーに対しては、長い尾の強烈な一撃を浴びせて高層ビルに叩きつけ、尾だけではなくそのまま垂直倒壊するビルをも利用し、圧死させている。
表皮は分厚く頑丈で、ミサイルや戦車や軍艦の砲撃はもちろん、至近距離での核攻撃にも耐える。首にはえらがあり、水中で呼吸できる。ムートーに強い敵意を向ける一方で人間にはさほど興味を示さず、攻撃されても吠えたりや身じろぎしたりはするものの、反撃はしない。しかし、その巨体は移動するだけで高波の発生や建物の倒壊などの天災的な被害をもたらす。冒頭の資料により、メイン号なる米軍艦を爆破沈没させていることが暗示されている。ムートーを追う理由については、天敵に対する攻撃本能なのか、理解しきれない部分が少なくない。作中、主人公のブロディと視線を合わせて意思を疎通したような素振りも見せるが、行動原理についても不明な点が多く、人智を超えた神に近い生物であるかのように描かれている。
- モーションアクター：アンディ・サーキス[177][170]
- 身長設定は、公開時点ではシリーズ最大であった[168]。

名称
通称はレジェゴジ。
劇中での呼称は英語読みの「Godzilla」（ガズィーラ）であるが、芹沢博士役の渡辺だけは一貫して「Gojira」（ゴジラ）と発音している（詳細は#英語表記を参照）。由来については劇中では明言されていないが、設定では初代と同様「大戸島の伝説の怪獣『呉爾羅』」に倣って呼ぶようになったとされる。
結末で表示される「King of Monsters」（日本語吹替版では「怪獣王」）とは、ゴジラシリーズ第1作の英語版『Godzilla, King of the Monsters!』（日本語訳タイトルは『怪獣王ゴジラ』）に由来する。日本やアメリカをはじめとする国々でゴジラが持つ、由緒ある「称号」である。

造形・表現
基本的には日本版ゴジラの特徴や容姿を踏襲しているが、筋肉質なイメージで、鳴き声も日本のものをイメージしながらも新規作成されたものが使用されている。
頭部は、トカゲやコモドドラゴンをモデルとしている。背びれの発光は、監督のギャレス・エドワーズが愛好する深海生物をモデルとしており、暗闇のシーンが多くなるため取り入れられた。
造形物はなく、CGにより表現された。エドワーズによれば、当初はキーフレームアニメーションを主体としていたが時間が足りずモーションキャプチャを取り入れたといい、また本音では着ぐるみとミニチュアでも撮影を行いたかったとも語っている。
体内に原子炉を持ち、放射線をエネルギーとするという設定は平成VSシリーズでのゴジラを踏襲している。一方で、誕生経緯にアメリカの核実験は関連していない。

### 『ゴジラ キング・オブ・モンスターズ』（2019年）
映画『ゴジラ キング・オブ・モンスターズ』（2019年）に登場。
前作から5年が経過した本作品では体格もさらに大型化し、放射熱線の使用頻度や破壊力も増している。巨大生物調査機関モナークのアドバイザーを務める芹沢猪四郎博士によって多く研究され、四大文明以前に栄えていた古代文明によって崇められた神話世界の神や王という扱いをされ、そのころには宿敵であるギドラとの戦いが行われていたことも判明する。
性格は獰猛（）で、倒すべき相手に対し、脇目を振らずにひたすら前進を続ける前作の性質は受け継いでいるが、抵抗するのであれば人類でも容赦なく攻撃することが示唆されている。太古から住んでいたことにより、人類がそれまで探査できなかった地球の各地につながる海底トンネルを経て素早く目的地に移動する独特の移動手段を確立しているうえ、怪獣の言葉ともいえる発声音でモスラとも交信している。対象を威嚇する際には、背びれを連続で発光させる習性を持つ。
南極のモナーク施設で、テロリストの手により目覚めてしまったギドラの前に出現して交戦するものの逃亡され、追跡して大西洋プエルトリコ沖に到達し、ラドンを下したギドラと再戦する。水中戦でギドラを圧倒し、首の1本を噛みちぎる深手を与えるが、アメリカ軍からオキシジェン・デストロイヤーを撃ち込まれ、活動機能が低下して戦闘不能に追い込まれる。
その後、かつて自身を崇拝していた人類が建設した古代文明の神殿にして海底洞窟内の、大量の放射能やウランが発生している住拠で核エネルギーを吸収しながら回復を図っていた。地球支配を謀るギドラへの対抗手段として用いようと考えたマーク・ラッセルは、ゴジラを復活させるために核兵器の使用を提案し、芹沢たちと共に潜水艦で住処へ向かうが、トラブルによってミサイル発射システムが発射不可能な状態に陥ったため、芹沢が単身で核弾頭を携えて住処へ赴き、自らの命と引き換えに起爆させる。その結果、核エネルギーを吸収してさらに強靱な姿となって復活したゴジラはボストンへ向かい、そこで三度ギドラに挑む。序盤こそモスラの加勢も得て戦いは優勢となるものの、先の核エネルギーの吸収量が過剰だったためにあと数分で核爆発を起こす状態に陥っており、予想外のギドラの強力な攻撃に加え、モスラがラドンに妨害されたこともあって劣勢となり、満身創痍の状態に陥る。しかし、ギドラの攻撃でモスラの身体が爆散した際に降り注いだ粒子を吸収し、それによって体内の核エネルギーの制御に成功すると、周囲の建築物を溶解させるほどの高熱を発しながら、モスラの体模様を模した体内放射でギドラのほぼ全身を焼き尽くし、最後に残った首の1本をも放射熱線で消滅させる。
そして、ラドンや他のタイタンたちに崇められる怪獣王として君臨してからは、タイタンたちを監視して抑止する目的で世界各所に出没している。
- モーションアクター：T・J・ストーム（英語版）
- 前作よりも体躯が増しただけでなく、背びれの形状もより密集した鋭いものとなり[181]、放射熱線のエフェクトも前作の火炎状からビーム状に変化している。さらに、日本版では対立相手だったモスラと交信を交わすという、それまでに無かった要素もあるほか、ギドラを倒す際には『ゴジラvsデストロイア』のゴジラと同じく全身が燃えるように赤熱化する描写や、『ゴジラ2000 ミレニアム』のゴジラの戦法だった体内放射を繰り出す描写がある。
- 海底の古代神殿に立つ対になった兵士の像は、ゴジラの顔を備えて擬人化された（もしくはゴジラが人間化した）番兵が槍を持っている容姿で玉座と祭壇を守っている。
- 監督のマイケル・ドハティによれば、造形については前作を踏襲しながらも背びれは「ゴジラの王冠のようなものであり、大きく美しい方がいい」との意向で初代のものに近づけたうえ、咆哮についてもより初代に近いものに仕上げたという[182]。

### 『ゴジラvsコング』（2021年）
映画『ゴジラvsコング』（2021年）に登場。
前作でギドラとの死闘を制し、地球上のタイタンたちの頂点に立って生態系のバランスを保つことにより、人類から再び救世主と崇められるようになった怪獣王。体格に変化はないが、必殺技である放射熱線の威力は大幅に向上しており、劇中では原子力空母を一撃で轟沈させる、香港の高層ビル群の大半を倒壊させる、さらには地上から地殻を貫通してホロウ・アース（地底空洞世界）に到達させるといった強さを発揮している。また、肉弾戦についてもコングを圧倒するほどの強さを発揮している。
前作から5年後、それまで歯牙にもかけていなかった人類への襲撃をおこなうようになり、本能で巨大テクノロジー企業「エイペックス・サイバネティクス」の開発した対ゴジラ用ロボット兵器であるメカゴジラの危険性を察知すると、それを製造していたエイペックスの本社を全壊させる。また、コングが髑髏島から海上を移送されていた最中には、その艦隊を襲撃してコングを溺死寸前にまで追い込むほか、モナークの援護攻撃に遭って逃れられたコングがホロウ・アースに到着した後には、地上から放射熱線で攻撃する。地上へ戻ってきたコングとの再戦では、放射熱線によって活性化するコングの専用武器である斧の一撃に遭って一時昏倒してしまう。しかし、すぐに体勢を立て直して逆襲に転じるとコングを肉弾戦で圧倒し、左肩の脱臼を経て心肺停止寸前にまで追い込む。その後、メカゴジラに襲撃されて劣勢となった際には、人間たちによる電気ショックで蘇生したコングの斧を放射熱線で活性化させるなど、共闘を展開する。コングによるメカゴジラの撃破を見届けた後には改めて睨み合うものの、コングが斧を収めたこともあってさらなる戦いには突入せず、海へ帰っていった。

### 『ゴジラxコング 新たなる帝国』（2024年）
映画『ゴジラxコング 新たなる帝国』（2024年）に登場。
地球怪獣=タイタンたちの頂点に立つ怪獣王であり、世界と人類をあらゆる脅威から防衛する存在。体内に蓄積したエネルギーの影響で大幅に戦闘力が強化されている。地上各地で大量のエネルギーを吸収した影響で赤い光を体内から発してピンク色に背びれが発光し、引き締まった体躯へと変化する。
新たな休息地に選んだローマ・コロッセオ内で生息・休眠していたが、ホロウ・アースからの救援信号を察知して覚醒し、さまざまな敵に立ち向かっていった。

## 映画シリーズ以外
ここでは映画シリーズ以外の映像作品に登場するゴジラについて記述する。

### 『流星人間ゾーン』
特撮テレビドラマ『流星人間ゾーン』（1973年）に登場。
2代目ゴジラと同一個体。作品中で「正義の怪獣」と呼ばれるゾーンファミリーの助っ人。その多くは軍団で恐獣が現れた際にゾーンジュニアのゾボットに招聘されてゾーンファイターとともに戦っている。
本作品では高い知能を持ち、戦闘時でもビルを破壊しないように移動している。
本作品ではキングコングのように胸を叩く。第21話では、岩山の秘密基地から登場している。
- スーツアクターは河合徹[出典 57]、図師勲[196][189]。本作品の後、図師は『ゴジラ対メカゴジラ』、河合は『メカゴジラの逆襲』でそれぞれゴジラを演じている[196]。
- 着ぐるみは『ゴジラ対メガロ』で新造されたスーツ（通称メガロゴジ）の流用[出典 58]。頭部が若干修正され[198]、爪や口周りが塗り直されている[202]。着用する俳優によっては、スーツのサイズが合わずたるみが生じている[198]。『ゾーン』での撮影で頭部が痛み、翌年の『メカゴジラ』で改修されるに至った[199]。
- 放射熱線は、第5話のみフロンガスによって表現された[193][203][注釈 47]。
- 第21話の基地は、未使用となったガロガ基地のセットを流用している[195]。

### 『怪獣プラネットゴジラ』
3D映画『怪獣プラネットゴジラ』（1994年）に登場。
ラドン、モスラとともに緑の惑星「怪獣プラネット」に生息していた。惑星探査艇であるアース号やプラネット号に付着していた地球の汚染物質によって凶暴化して、地球の東京駅にラドンとともにワープして出現し、Gフォースの攻撃を退け、ラドンと戦ったあとに、銀座でモスラと戦う。アース号から散布された、ゴジラが食べていた惑星の緑の木の実を浴びて大人しくなり、青い光球に包まれて宇宙へ帰る。
- 資料によっては、プラネットゴジラという名称も併記している[206]。
- 着ぐるみは『ゴジラvsメカゴジラ』で新造されたものの流用[出典 60]。スーツアクターは薩摩剣八郎[214][215]。薩摩によれば、『vsメカゴジラ』の撮影後、使用していなかったためスーツが固くなってしまい、歩きにくかったと述懐している[215]。
- ゴジラが東京駅を破壊するのは本作品が初である[出典 61]。

### 『ゴジラアイランド』
特撮テレビドラマ『ゴジラアイランド』（1997年 - 1998年）に登場。
ゴジラアイランドの怪獣として登場する。島の怪獣たちのリーダーのような役目を持っている。普段は「ゴジラのどうくつ」に棲息しており、島に敵の怪獣が現れると一目散に出撃し、島の平和を守っている。基本的には温厚な性格だが、ジュニアが敵に襲われた際には、単身敵の懐に入り込むといった勝気な面もある。
他の怪獣に比べて圧倒的な戦闘力を持っており、X星人もゴジラだけは恐れる。武器は口から吐く6万度の放射熱線。ガイガンとの戦いでは「曲がる熱線」を使用する。
「スペースゴジラの悪霊編」ではかつて撃退したスペースゴジラに取り憑かれ、島の怪獣たちのオーラを吸い取り、赤い熱線を吐き大暴れする。また、「さよならトレマ編」ではデストロイアとメガロにだまされ、マタンゴ島の洞窟に閉じ込められる。
- 造形物はバンダイのソフビ人形東宝怪獣シリーズ[217]。

### 『ゴジラ S.P ＜シンギュラポイント＞』
テレビアニメ『ゴジラ S.P ＜シンギュラポイント＞』（2021年）に登場。
円城塔執筆の小説版では怪獣側の視点が描かれることで、本作品におけるゴジラの目的や“ミサキオク”の地下の骨の秘密などの詳細をうかがい知ることができる。
デザインは山森英司。
造形は初代ゴジラのデザインを元にしつつ、初期の昭和ゴジラのイメージを統合し、なおかつ新しい初めて見る姿が志向されている。山森は、「絶対に人類と意思疎通が不可能な畏怖すべき生物としての威厳を持たせる」ことをこだわりとして挙げている。
『シン・ゴジラ』では神のような神秘的な存在としていたが、本作品のゴジラは怪獣ではなく、生物のような方向に寄せていったといい、上に手の平を向けていた『シン・ゴジラ』に対して本作品では生物であることから下に向けている。進化するという設定は、『シン・ゴジラ』の設定が取り入れられており、各形態には山森の提案で過去の東宝怪獣の意匠が入れられている。

#### 登場個体（シンギュラポイント）
ゴジラアクアティリス
第3話で登場した第0形態。
深度900メートルのところを50ノット（時速92.6キロメートル）で泳いでいる姿が潜水艦によって確認されている。第6話にて東京湾内に侵入しようとしたマンダの群れを追ってその全体像を表した。そのままマンダの群れを仕留めつつ、東京湾に上陸する。モササウルスのような姿から水棲生物であると思われる。四肢は進化途中のようなヒレのように、長い尾の先端は水かきがある指のような尾ビレになっており、水棲に最適化されている。顔つきはワニに似ており、触覚のような細いツノが頭部にある。表皮は赤く、海を通過するとその海は紅塵に包まれて赤く染まる。マンダに噛みつく動作を見せていることから、マンダを獲物として捕食していた可能性が推察される。
アクアティリスとはラテン語で水生を意味する。
- ヒレのような足は海から来るため、水中で自然と活動できるような形となった。初期設定では、クラゲのような生態の生物や、シラスのようなものから魚のような形に進化する案もあった。西川伸司はチタノザウルスがモチーフにあると推測している。

ゴジラアンフィビア
第7話で築地に上陸を果たしたアクアティリスが陸生に適応した体に変態した第1形態。
イグアナのような顔つきの陸棲生物のような姿となり、四肢は爬虫類に似た形の脚となり、四足歩行を行う。政府によって南房総地方の伝承に基づいてゴジラの名称が与えられる。第8話で代々木公園にて自衛隊からの砲撃を受けた際マイナス20度の可燃性のガス状物質を口から放出し、その砲撃の爆発が冷気に引火した途端、次第に高温のガスとなって爆炎を誘引し、一帯を巻き込む熱膨張を起こして直径500メートル範囲を焼き尽くした。さらに自身をも焼き尽くして自らの総質量を超える紅塵を放出して包まれることで、硬質の組織と溶けてドロドロの状態が下にある炭化層の外殻に覆われた蛹のような状態になり、活動停止した。体皮は茶褐色、頭部は濃褐色となりツノの形状も変化している。
アンフィビアとはラテン語で両生類を意味する。
- 頭部にはバランの意匠が取り入れられている。

ゴジラテレストリス
第9話で活動停止して不定形な蛹状態となっていたアンフィビアが、固まった炭化状態の外殻が剥離してさらに変態した第2形態。
前脚は小さくなって後脚だけで立ち上がり、完全二足歩行形態となっている。自衛隊の砲弾投下を予期して着弾前に軟質の体組織を体表から伸ばして触手のように変化させて砲弾を包み、着弾と同時に破裂させて本体への衝撃を和らげるといった防御能力を持ち、背びれを青白く発光させながら口元に光のリングを形成して熱線を吐く能力も見られる。角や尾ビレがなくなり、首から上半身は細くなり、頭部は小さくなっている。表皮は青い鱗状だが、眉間から背鰭に沿って赤いラインが残る。
テレストリスとはラテン語で「陸生」を意味する。
- 青い体色と恐竜のような体型はゴロザウルスを連想させる。最終形態の前の息子のようなポジションであることから、ゴジラの幼体であるミニラのオマージュとして光輪を口から吐くものとなった。

ゴジラウルティマ
3度の形態変化を経て究極の姿となったゴジラの第3形態で、本作品におけるゴジラの正式名称。
千葉県逃尾市（にがしおし）にて古くから伝わる伝承が描かれた浮世絵には、古史羅（こしら）と記述されている。また、同市に戦前から存在する旧嗣野地区管理局（電波観測所）“ミサキオク”の地下にはゴジラウルティマの全身骨格が存在していた。
第10話でゴジラテレストリスが自衛隊と交戦して集中砲火を浴びる中で変態し、この形態となる。形態変化後、自衛隊の攻撃を分厚い鎧が重なったような蛇腹構造の強硬な外皮で寄せ付けぬまま背鰭と口内を青白く光らせ、口の前方に7つの大小さまざまな光輪を放射して複数重ねた重力レンズで空間を捻じ曲げて1か所に収縮させると、そのまま光輪の中央を貫くように熱線を原子ビームのように発射する能力を見せつけ、東京を一瞬で火の海に変えた。体色は歴代ゴジラと同じく黒あるいは濃灰色。足の指は3本で、ふくらはぎの下に蹴爪状の指がもう1本生えている。後脚は逞しく極太になっており、背ビレも大きく発達している。紅塵生物共通の特徴である何重にも生えた歯が口腔内にあり、一対の巨大な牙が上顎の外側から生えているほか、上顎より下顎の方が横幅が大きく張り出している。
この形態になった直後まではビル数階建てぐらいの大きさだったが、紅塵を吸収し続けたことで最終的に100メートルを超える巨体となった。さらに成長を続けて自身が特異点となり、地球人類は破局を迎えつつあったが、謎の巨大化を果たしたジェットジャガーとの交戦の末、完成型オーソゴナル・ダイアゴナライザーによってジェットジャガーもろとも巨大な青い結晶となり、消滅した。
なお、最終話では人間サイズの怪獣が背ビレ辺りに潜んでいた。
ウルティマとはラテン語で終わりを意味する。

### フェス・ゴジラシリーズ
イベント『ゴジラ・フェス』での上映作品に登場。

#### 『ゴジラvsヘドラ』
『ゴジラVSヘドラ』（2021年）に登場。
工業地帯を蹂躙していくヘドラのもとへ現れ、肉弾戦の果てに放射熱線を吐こうとするが、怪力で押し倒されたところに硫酸ミストを浴びせられ、左眼を潰される。それでも反撃に出て前蹴りでヘドラを送電塔群へ蹴り倒し、感電したヘドラの身動きが鈍っている隙に起き上がると、放射熱線で撃破して夕焼けの中を歩き去っていく。
- スーツアクターは松本直也[231]。
- スーツは『FINAL WARS』の流用である[232][注釈 52]。足を振り上げての前蹴りでヘドラに反撃するなど、素早く大きなアクションも見せたが、若狭新一にはヘドラの動き共々問題視された（詳細はヘドラ#『ゴジラvsヘドラ』のヘドラを参照）。

#### 『フェス・ゴジラ3 ガイガン来襲』
『フェス・ゴジラ3 ガイガン来襲』（2022年）に登場。
ヘドラを撃破したその夜、負傷から全快した姿で工業地帯を後にして（海へ帰ろうと）街を歩行していたところ、飛来したガイガンと交戦する。当初は放射熱線をハンマーハンドで防がれて光線砲で手傷を負わされたうえ、光線砲をパンチで故障させたものの回転カッターで腹部に重傷を負わされて昏倒するが、ハンマーハンドでとどめを刺されそうになった際に両手で受け止めて身動きを封じ、そのまま起き上がって至近距離からの放射熱線で撃破する。
- スーツアクターは松本直也[233]。
- スーツは『FINAL WARS』のアクション用スーツの流用であるが、内部へ鉄骨を入れて展示用に改修されていたものをモンスターズが撮影用に改修しており、劣化していた腕を新規に造形する、ギミックを修復する、サイズを松本に合わせて調整するといった工程を経て、生まれ変わったものとなっている[234][235]。

#### 『フェス・ゴジラ4 オペレーション ジェットジャガー』
『フェス・ゴジラ4 オペレーション ジェットジャガー』（2023年）に登場。
ガイガンを撃破した後、倒すべき相手がいなくなったためにしばらくの日々は日本各地を蹂躙しており、とある夜も市街地を蹂躙していたところ、そこに出撃してきたジェットジャガーと交戦する。当初は放射熱線の連射を回避されるなど苦戦するものの、一度背後を取った以降は回避を許さず蹴り倒すなど次第に追い詰めていき、ついにはとどめの放射熱線を浴びせようとしたところでキングギドラの乱入に遭い、引力光線で昏倒させられてしまう。破壊活動に没頭するキングギドラは真っ先に倒すべき敵であり、ゴジラとは一時休戦して共闘すべきと判断したジェットジャガーに助け起こされ、共にキングギドラに立ち向かう。
- スーツアクターは松本直也[236][注釈 53]。
- スーツは『ガイガン来襲』から続いて『FINAL WARS』のアクション用スーツの改修版である[238][236]。

#### 『フェス・ゴジラ5 怪獣大決戦』
『フェス・ゴジラ5 怪獣大決戦』（2024年）に登場。
ジェットジャガーと共にキングギドラに立ち向かうが、バリアや引力光線の猛攻に押されていく。新武装「Gクロー」を装着したジェットジャガーが突撃して注意を引いた結果、キングギドラに背後から放射熱線を浴びせて昏倒させたもののまもなく復活されてジェットジャガー共々引力光線で弾き飛ばされ、自身は肉弾戦で圧倒されたうえに引力光線で空中へ浮遊させられて反撃できなくなるが、その隙にジェットジャガーが左腕のGクローを投射してキングギドラの胸部を穿ち、解放されて着地した後は再び突撃するジェットジャガーの右腕のGクローに放射熱線を浴びせ、威力を増したその一閃は真中の首を切断する。最後は、左右の首を両手で押さえ込んだジェットジャガーから自身ごとキングギドラを倒すようアイコンタクトを送られ、それに迷いながらも応えて渾身の放射熱線で撃破すると、機能を停止するジェットジャガーの姿をひときわ長い咆哮で見届け、朝焼けの中を太平洋へ歩き去っていく。
- スーツアクターは松本直也[239]。
- スーツは『オペレーション ジェットジャガー』までと同じく、『FINAL WARS』のアクション用スーツの改修版である[240]。メンテナンスも同じく若狭新一が担当した[240]。

### 『ゴジラVSタイガース』
エイプリルフール企画『ゴジラVSタイガース』（2022年）に登場。
西宮市付近に現れ、放射熱線を吐くなどして町を蹂躙しながら阪神甲子園球場へ進撃する。到着したところで虎龍隊「タイガース」が極秘開発していた対ゴジラ最終兵器「虎龍」（メカトラッキー）による迎撃に遭い、放射熱線を金属バット2本で撃ち返されるなどの反撃に遭う。
- 監督・特技監督を務めた東京現像所ゴジラ部所属の清水俊文は元東宝映画の演出部でゴジラシリーズの助監督の経験を持っており、制作に際してオマージュ先である『ゴジラ×メカゴジラ』の監督を務めた手塚昌明にも「思い切りパクりました！」と挨拶しておいたという[241]。

### オーディオドラマ
- 1966年に朝日ソノラマから発売されたソノシート『大怪獣戦 30怪獣大あばれ!!』収録の「宇宙怪獣対地球怪獣」には、宇宙怪獣と戦う地球怪獣陸軍の1体として登場する[242][195]。
- 1966年に朝日ソノラマから発売された書籍『怪獣大図鑑』付録のソノシートドラマ『ゴジラは王様』では、ラドン、サンダ、ガイラとともにキングギドラと戦う[243]。
- 1971年に東宝レコードから発売されたレコード『われら怪獣部隊』（全3集）では、各話でオリジナル怪獣と戦う[244]。

### その他の作品
- 白組のCGクリエイターの上西琢也による短編作品『G vs.G』『ゴジラVSガイガンレクス』『ゴジラVSメガロ』には、平成VSシリーズでの設定に沿ったゴジラが登場する（詳細はゴジラ#G vs.Gシリーズを参照）。なお、交戦相手のガイガンたちやメガロ共々CGで描写されているが、その動きについてはバーチャルYouTuberと同様のVR機器によるモーションキャプチャが導入されているほか、上西の好む平成VSシリーズでのスーツにおけるフォームラバーの質感が再現されている[245]。

## 能力

### 放射熱線

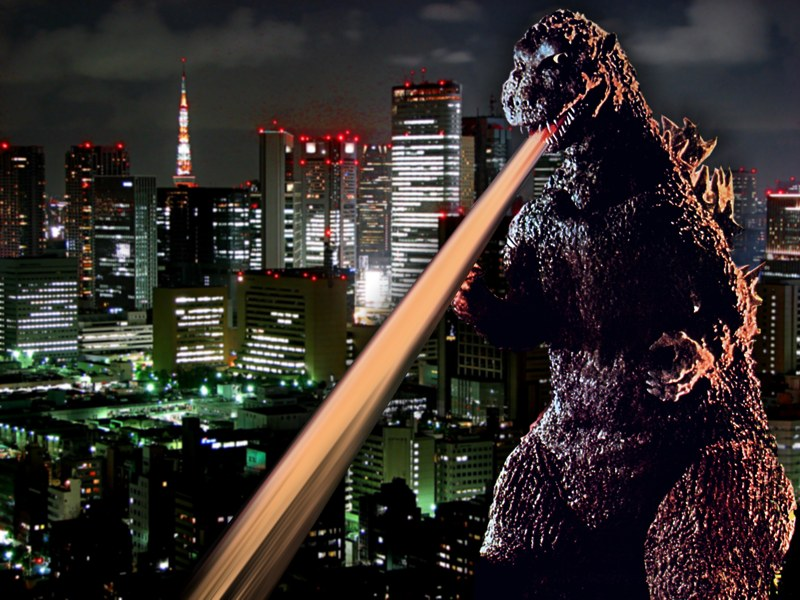
放射熱線を吐いて東京の街を破壊するゴジラ（1954年公開の『ゴジラ』のポスターを編集）

ゴジラが持つ最大の必殺技。共通して発動前に背びれが光るものの、作品媒体によって設定や描写が異なる。
『ゴジラ』『ゴジラの逆襲』ではモノクロゆえに白熱光で描写されていたが、『キングコング対ゴジラ』以降はカラー化に伴い、青白い霧状の熱線として描かれるようになる。昭和シリーズでは対象を熱して炎上させるものであったが、平成VSシリーズ以降は爆発させる効果として描かれている。呼称については、『ゴジラ』のポスターに「放射能」と表記されたあと、「放射能火炎」とさまざまな資料に表記されたことから、昭和シリーズ当時の世代には「放射能火炎」の呼称が定着した。一方、平成VSシリーズ以降の世代には前述のビーム状描写からも、「放射熱線」の呼称が定着している。
類似した技または同系統の技として、ミニラのリング状熱線、リトルゴジラ（ゴジラジュニア）の泡状熱線、ハンナ・バーベラ版ゴジラの放射熱線、『ゴジラ ザ・シリーズ』版ゴジラのパワーブレスがある。
ゴジラの火炎放射能力は核実験の影響により後天的に獲得したものとされるが、ミニラは生まれつき吐くことができた。
- 『ゴジラ』（1954年版）で監督を務めた本多猪四郎は、実際の性質とは異なっても放射能を視覚化したことが同作品で最も独創的であったと述べている[252]。
- 平成VSシリーズで特技監督を務めた川北紘一は、肉弾戦を少なくした結果、熱線の撃ち合いが多くなったが、回を重ねるごとに強化していかなければならないという危機感に囚われ、苦労した旨を語っている[253]。

#### バリエーション
白熱光
初代ゴジラと『ゴジラの逆襲』、『モスラ対ゴジラ』のゴジラが用いた水爆のエネルギーを有する大量の放射能を帯びた高温の白い熱線。初代は霧状だが、『逆襲』では水流のような勢いがある。『逆襲』では背びれが光る描写がない。
後年に登場する熱線のように対象を爆破するほどの威力はないが、水爆のエネルギーを浴びた力らしく、戦車や戦闘機、有刺鉄条網の鉄塔を溶解させるほどの威力があり、『逆襲』では噛み殺した初代アンギラスの亡骸を炎上させる。
- 放射音はシリンダーの音を火山の噴火と風の音に混ぜたものである。初代ゴジラではスーツはアニメーションによる作画合成、ギニョールの場合はシッカロールを口から噴霧させているが、『モスゴジ』ではオプチカル合成による表現であった。『ゴジラ』（1954年版）の特写スチルでは、カメラマンの田中一清が写真に開けた穴からタバコの煙を吹き出して白熱光を表現したものもある。
- 香山滋による『ゴジラ』（1954年版）の検討用台本では、口からの火炎と全身からの白熱光という2種類の能力が描写されていた。

放射熱線（放射火炎、放射能炎、放射能、放射能熱線、放射能噴出）
『キングコング対ゴジラ』以降、全シリーズに共通する青い多量の放射線を帯びた光線。前述の通り、昭和シリーズ当時は放射能火炎と呼称されていた。
2代目のものは、初代よりも破壊力が増したとされる。昭和シリーズでは建物の一部を焼く程度の威力だったが、『ゴジラ』（1984年版）以降は敵怪獣の身体を破砕し、市街地を焼き払うほどの破壊力を備えている。
『怪獣島の決戦 ゴジラの息子』では、白煙の量が以前より多くなり、放射時の勢いが増している。
『ゴジラ対ヘドラ』では、前に力強く両腕を突き出すようなアクションを伴っている。また、両腕を水平にして90度回転して放射能を地面に吐いて浮上し、それを推進力に高速で空中を進む飛行能力を見せている。
『地球攻撃命令 ゴジラ対ガイガン』『ゴジラ対メカゴジラ』では、白色となっている。
『ゴジラ対メガロ』では、青味が強く、ガイガンとメガロに対して連発していた。
『ゴジラ』（1984年版）では、有楽町にて自身の周囲を飛行するヘリコプターを小出しにした放射熱線で撃墜している。強く背鰭を発光させて口から吐く青白色のものとなっている。
『ゴジラ2000 ミレニアム』では通常の熱線もオレンジ色で、エネルギーが喉元に現れて背びれにもまとい、熱線を一気に吐く。
『ゴジラ×メガギラス G消滅作戦』では前作同様、オレンジ色の効果で表現されており、複数のメガニューラを背びれがまとうエネルギーで焼却している。
『ゴジラ・モスラ・キングギドラ 大怪獣総攻撃』では射程が長く、着弾するときのこ雲が立ち昇るほどの威力を持つ。
モンスター・ヴァースシリーズにおいては、『GODZILLA ゴジラ』では放射能火炎状のエフェクトも含む青い光線状であるが、『ゴジラ キング・オブ・モンスターズ』以降は前者の要素が薄まってより光線状となっている。
- 『キンゴジ』ではチェレンコフ光のイメージが反映された、青を基調とした光線をエリアルイメージ合成機などで表現している。『キンゴジ』からはやや青みを帯びたものに調整された。『怪獣総進撃』からは合成される熱線の青がやや強く表現されている。

放射熱弾
1984年の『ゴジラ』で一度だけ用いた熱線。熱線を弾丸のように放つ。

体内放射（熱線体内放射、全身発光）
平成VSシリーズ（『ゴジラvsビオランテ』）から用いる格闘戦の切り札。
放射熱線の放射を寸前に喉元で抑え、体内で逆流・炸裂した熱線の核エネルギーを衝撃波のようにして全身の皮膚から放出する。主に起死回生の手段として使用されるほか、作品によっては衝撃波だけでなく周囲を広範囲に渡って燃え上がらせるほどの超高熱も放出する。
『ミレニアム』では、オルガに頭部を飲み込まれた状態で放ち、全身が赤熱化して大爆発を発生させ、オルガを内部から破壊した。
モンスター・ヴァースシリーズにおいては、『ゴジラ キング・オブ・モンスターズ』から用いており、同作品では終盤に連続で用いてキングギドラのほぼ全身を焼き尽くした。
- 平成VSシリーズの特技監督を務めた川北紘一は、当初は背びれからカッターを出すイメージであったと述べている。

ハイパー放射熱線
『ゴジラvsキングギドラ』で使用。以前よりも強力なものとなっている。

スパイラル熱線（スパイラル放射熱線）
『vsキングギドラ』で使用。貫通力を重視した強化版の放射熱線。
その名の通り、熱線の電子加速に回転が加わることによって貫通力が強化されたもの。背びれの放電現象と熱線の鋭い形状が特徴。キングギドラの中央の首を吹き飛ばした。
- 川北は、キングギドラの首を切断することに説得力を持たせるためスピンを加えたと述べている。

ウラニウム・ハイパー熱線（超火炎熱線、融合反応熱線、赤い熱線、ウラニウム放射熱線）
『ゴジラvsメカゴジラ』で、ファイヤーラドンと融合したゴジラが用いる赤色熱線。ゴジラの熱線に、ファイヤーラドンのウラニウム熱線の放射線エネルギーが融合している。
100万度超という放射熱線の2倍近い熱量により、周囲の大気をことごとく発火させてスーパーメカゴジラのメガ・バスターを撃ち返し、全身を焼き尽くす。赤い熱線はゴジラの限界を超えた危険信号でもあり、発射中に口からの白煙を伴うのは、超高熱によって口腔内が融解しているためである。体内にも相当な負担がかかるため、長時間の発射はできない。

バーンスパイラル熱線（融合反応熱線、赤色熱線、バーンスパイラル放射熱線）
『ゴジラvsスペースゴジラ』で使用。スペースゴジラの肩の結晶体が破壊されたことにより、空気中に溢れた宇宙エネルギーをゴジラが吸収し、体内で自らのエネルギーと融合反応させて放つ赤色の熱線。熱量は90万度。3回の発射でスペースゴジラとMOGERAを同時に爆破するほどの威力を有する。
資料によっては、『vsメカゴジラ』での赤い熱線と同一のものと記述している。このうち、書籍『テレビマガジンビジュアル全集 ゴジラVSスペースゴジラ』では、外部からエネルギーを取り込んで放つものと記述している。

赤色熱線
『ゴジラvsデストロイア』で体内炉心が暴走したゴジラが常用する、異常な体内温度が反映された紅蓮の熱線。体内の核エネルギーが高まっているため、破壊力が増している。放射直前には赤く強い光が口内に発生する。スーパーXIIIやデストロイアにダメージを与え、香港の町を焼き尽くす。

インフィニット熱線（バーニングスパイラル熱線、ハイパー熱線）
『vsデストロイア』でメルトダウン寸前のゴジラが放つ、最大出力の熱線。さらにエネルギーが凝縮して上記のスパイラル熱線に稲妻状のエネルギーがまとわれており、威力・熱量が制限なく上昇する。

引力放射熱線
『ゴジラ・モスラ・キングギドラ 大怪獣総攻撃』でゴジラがキングギドラの引力光線を吸収し、自身の熱線と合わせて放つ強化熱線。青い熱線にキングギドラの引力光線が混ざったような描写となっており、通常の熱線を防いだキングギドラのバリアを打ち破る。

ハイパースパイラル熱線
『ゴジラ FINAL WARS』で用いる、螺旋状の強烈な熱線。
地球に迫るモンスターXの潜む巨大隕石に向けて放たれ、地上から高高度の位置で爆破する凄まじい破壊力を持つが、数秒のチャージ時間が必要なことやエネルギー消費が激しいことから、連続発射はできない。また、発射の直前には反動に備えて足と尻尾を地面に突き立てるなど、通常の熱線とは異なる体勢を取る必要がある。

バーニングGスパーク熱線
『FINAL WARS』でカイザーギドラとの最終決戦に用いた圧倒的な破壊力と超高熱を有する熱線。
カイザーギドラにエネルギーを吸収されて瀕死状態に追い込まれたゴジラが、尾崎を通して新・轟天号から放たれた「カイザーエネルギー」を背びれで得たことによって全回復を遂げた後、背びれを青色から赤色にかけて発光させながら身体を一回転させて放つ究極の赤色熱線である。ハイパースパイラル熱線を赤色化したような形状をしており、これを受けたカイザーギドラは地上から成層圏まで弾き飛ばされ、爆散する。

放射線流
『シン・ゴジラ』で用いた火炎放射（放射火炎、熱焔）を収放射熱線に変化させて打ち出す紫色の熱線（熱焔）で、最終的には放射線流となって終息する。
発射時にはヘビのように下顎を大きく展開するほか、最初に発射して以降は、背びれや尻尾の先端に発達した口からも発射可能となった。撃ち出す際には、核エネルギーの影響で背鰭が紫に発光する。尾の先から撃つ放射熱線は炎状となっている。細いビーム状となっており、被弾した対象を焼き切る。下記の熱線ほどではないが射程は長く、はるか上空にいる対象にも届く。エネルギー量が減少すると、火炎放射の状態となる。強力である反面、一度放射を開始するとエネルギーが切れるまで発射し続ける状態となり、自身では制御できず、特に空中のいかなる物体に対しても無差別に反応して自動的に発射されるため、エネルギー切れの際に隙が生じる。
- 総監督の庵野秀明は、背びれからの照射はヤシオリ作戦でのビジュアルを優先して発想したもので、様々なビジュアルを検討した結果細い線状になったため、さらなるインパクトとして尾からも放つことも加えた。東宝側は背びれからの照射は許可したが尾からの発射は反対であったといい、庵野は東宝側を騙すかたちで強行したと述べている。庵野は、『伝説巨神イデオン』（の兵装）のイメージを指摘されたこともあったが、作業時に同作品のことは忘れていたと述べている。
- CGを担当した上西琢也は、煙状からビーム状に変化するのは、昭和期の熱線から平成期の熱線への変化をオマージュしたものと解釈している。
- 東京大学大学院准教授の長谷川宗良は、劇中での描写の違いから口からの放射線流と尾や背びれからのビーム状のものは別のものと分析しており、前者は可燃性のガスのようなものを体内の原子炉の熱で着火したもの、後者は鏡状の生体器官を用いたレーザー光線であるものと考察している。
- 劇中での初使用時に主要閣僚が乗ったヘリを撃墜したことから、ファンの間では内閣総辞職ビームと通称されている。
- フィールズのパチンコ『P ゴジラ対エヴァンゲリオン〜G細胞覚醒〜』では、攻撃に用いるだけでなく放射線流そのものにもG細胞が含まれており、エヴァンゲリオン初号機との交戦中に襲来したキングギドラに苦戦する中、放射線流をエヴァ初号機のコアへ浴びせて同機を“G”覚醒形態に変貌させている。

放射能
『流星人間ゾーン』で用いた口から放つ高熱の放射能。恐獣ワルギルガー戦では白色、恐獣ジュラー戦では薄い赤色となっている。

熱線
『GODZILLA』（アニメーション3部作）で用いた史上最強クラスの熱線。
身体に発生したエネルギーを口を閉じたまま鼻先に収束して発射する熱線であり、高加速荷電粒子ビームとも称される。発射の際には、全身を構成する金属元素を含む繊維構造が周囲に強力な電磁気を発生させ、周囲の物質の温度は分子振動によって数千度まで上昇させられるため、直撃しなくても人類の電子機器はまともに機能しなくなる。エクシフとビルサルドがシールド技術を提供した後はそれによって防げるようになったが、月と同質量の妖星ゴラスを迎撃するためにエネルギーを蓄えたゴジラが北極点にて発射した赤い熱線はそのシールドすら突き破り、北半球の電子機器をすべて破壊するほどの電磁気を放出したほか、山を吹き飛ばして地形を一変させるほどの破壊力をもって宇宙空間に達し、妖星ゴラスを破壊した。速度についても発射した瞬間に着弾するほど速いため、防御も回避も不可能に近い。
エネルギーが電力であることから、作中での威力はワット数で計測されている。

放射熱線（熱線）
『ゴジラ-1.0』で用いられた、体内の核エネルギーを圧縮させて臨界点に達した状態にして、青い光とともに尻尾の先端から順々に背びれが飛び出し、首付近の背鰭が伸び終わった後、それらが一斉に引っ込むと同時に口から吐き出される熱線。熱量がきわめて高く、発射するたびにゴジラも灼熱による大ダメージを負って苦しむが、G細胞による高速再生が（外見の一部変異を伴いながらも）それを補うことが描写されている。
- 山崎は、本作品のゴジラの熱線を核兵器のメタファーとして扱っており、核物質を圧縮することで臨界に達する核兵器のイメージであるとして、ギュッとパワーが集まるイメージを画に持たせて丁寧に吐くまでの流れを見せることにより、熱線のとんでもない威力を裏づけつつ「簡単に放てるものではない」というムードを表現しているという。
- 作家の柳田理科雄は、熱線について山崎の執筆した小説版での描写も踏まえ、国会議事堂やその周辺を蒸発させた火球の温度を広島型原爆のそれと同様の200万度、周辺半径6キロメートルの範囲を粉砕し尽くした爆風の破壊エネルギーを広島型原爆27個分とそれぞれ分析している。

### 肉弾戦
先述の「放射熱線」を除けば、基本的に「噛みつく」や「パンチ」、「体当たり」などの肉弾戦を多用する。そのほか、「投げ技」などの格闘技も時折披露している。
最初の怪獣対決が描かれた『ゴジラの逆襲』では噛みつき攻撃が主であったが、『キングコング対ゴジラ』以降の昭和シリーズではプロレス技や岩石投げなどの擬人的な描写が多くなる。
全怪獣の中でも屈指の怪力を持ち、自分よりも倍以上に重い相手を投げ飛ばしたこともある。それ以外にも、オリジナル技として「ゴジラプレス」（敵の尾をつかんで空中に振り上げたのち、地面に思いっきり叩きつける）と呼称されるものがあり、さらに背びれを刃物のように使うなど、技巧派な一面もある。
- 1970年代の昭和シリーズなどで特技監督を務めた中野昭慶は、万能な熱線で片付けてしまうことに抵抗があったといい、肉弾戦の中でとどめをどうするかを考えるのに苦労したと述べている[342]。
- 平成VSシリーズで特技監督を務めた川北紘一は、手でものを掴むのは本来の生物としてはおかしいとの考えから肉弾戦を少なくしている[253]。

## ゴジラ細胞
平成VSシリーズ以降、劇中内にたびたび登場するゴジラの細胞組織。G細胞とも呼ばれる。
放射熱線と同じく作品媒体によって設定や扱いが異なるが、おおむねゴジラの生命力の強さを理由づけするとともに、ゴジラと同質の怪獣が誕生する一因となっている。共通する設定として自己再生能力遺伝子を有しており、それによって極めて高速で細胞を再生・活性化させる性質を持っている。これによってどんな負傷からでもごく短時間で回復するため、ゴジラの高い生命力・耐久力の源ともいうべき存在である。しかし、G細胞は極めて浸食性も高いことから、それを制御できる存在はゴジラのみである。もしゴジラ以外の生命体がG細胞を摂取した場合、たちまちG細胞に全身を乗っ取られ、変異を経て怪獣化してしまう。
初出の『ゴジラvsビオランテ』ではゴジラの不死の性質と放射性物質を食べる性質が遺伝子資源として有望視されており、中東のサラジア共和国がG細胞の遺伝子を移植して砂漠でも栽培可能な植物を製造しようと目論んでいたほか、日本は原子力事故が発生した際の処理に使用する抗核エネルギーバクテリア (ANEB) を製造しようと研究している。また、アメリカ合衆国は核兵器を無力化する生物兵器としてANEBを恐れているほか、同国の遺伝子工学企業大手4社の共同機構「バイオメジャー」は遺伝子工学分野での市場独占を狙い、サラジアの計画を阻止しようとしている。『vsビオランテ』の劇中ではそれら3か国が独占を狙って暗躍する場面も描かれるが、以後の作品で同様の事件は（確認できる限りでは）起きていない。
G細胞にまつわる作品は以下のとおり。
『ゴジラvsビオランテ』
ゴジラ細胞の設定が初めて出る作品。作中ではG細胞を巡る国家間の争いが描かれ、ゴジラ細胞とバラ、人間の遺伝子を融合することによって誕生した怪獣ビオランテが、ゴジラと戦う。
また、G細胞内の「核を食べる」遺伝子から抗核エネルギーバクテリア（ANEB）が作られる。公開時期が冷戦終結前であったことから、ANEBの実用化に伴う軍事バランスの崩壊も懸念される。
- 造形物はオイルゼリー製。

『ゴジラvsスペースゴジラ』
本作品ではG細胞と呼ばれる。なんらかの原因によって宇宙に飛散したG細胞がブラックホールに吸い込まれ、恒星の爆発エネルギーと結晶生物を取り込み、ホワイトホールから放出されて誕生したスペースゴジラが、ゴジラを倒そうと地球に襲来する。
『ゴジラ2000 ミレニアム』
本作品では、ゴジラの驚異的な治癒能力の源泉となる個体形成能力と復元力の働きを併せ持つオルガナイザーに酷似した特殊な形成体がオルガナイザーG1と命名された。謎の宇宙生命体ミレニアンが長い間旅の間に失った肉体を取り戻すべくG細胞のオルガナイザーG1に目をつけ、最終的にオルガナイザーG1を吸収し、気体のような状態から急速に肉体を発達させて巨大生物になる。このようにして肉体を取り戻すも、最終的にはオルガナイザーG1を制御しきれず変異を起こし、怪獣オルガと化してゴジラと戦う。
『ゴジラ×メカゴジラ』
日本政府はゴジラ対策として、東京湾に沈んだ初代ゴジラの骨格をメインフレームに、対ゴジラ兵器として3式機龍（メカゴジラ）を開発し、骨から抽出した骨髄幹細胞を元に培養・増殖したゴジラ細胞をDNAコンピュータとして組み込んでいたが、ゴジラの咆哮に反応して暴走する。その後、DNAコンピュータに用いられていたゴジラのDNA塩基は修飾塩基に差し替えられ、これにより暴走の危険は無くなった。
続編『ゴジラ×モスラ×メカゴジラ 東京SOS』のラストシーンでは、オキシジェン・デストロイヤーを模した容器にG細胞が封印される様子が描かれる。
『ゴジラ FINAL WARS』
地球征服を企むX星人は、地球防衛軍のミュータント兵士たちが持つ特第4の未知の塩基・M塩基により、地球怪獣やミュータント兵士たちを制御下に置く。そのため、地球防衛軍はX星人と怪獣たちの前になす術もなかったが、ゴジラが持つG細胞にはM塩基を無効化する働きがあり、ゴジラは他の怪獣のようにX星人の支配を受けることなく、怪獣軍団を次々と叩き伏せていく。
『シン・ゴジラ』
細胞自体に人類の8倍近くの遺伝子情報を内包している影響で、世代交代を経ることなく一個体だけで進化・退化が可能としており、作中では水棲生物の身体構造から、短期間で陸棲生物への急速な進化を遂げている。過去作のシリーズ同様、負傷しても即座に再生できるだけでなく、細胞膜に水と空気を取り込むだけでそれらを必要な原子に変換させ、活動エネルギーのすべてを得ることが可能となっており、これによって得られたエネルギーを転用してレーザー状の放射線流を放つことも実現しているほか、盛んに細胞分裂が行われている影響により、本体から落ちた細胞片から新たな個体が生まれ、群体化・小型化・有翼化して大陸間を飛翔するなどの可能性を示唆されている。また、劇中では最終的に凍結させられて活動を停止しているが、その最中に尻尾の先端から本体と同じ形の背びれを持つ異形の人型生物が形成され、分離しつつある状態となっていた。
- 劇中での巨災対本部のモニターに生体サンプルから分析されたゴジラ細胞の画像が映し出されている。
- 初期案では、飛び散ったゴジラの体組織から細胞が増殖し、無数のゴジラが発生するという描写も存在した。

スーパーファミコン用ソフト『超ゴジラ』
G細胞によって生み出された「魔獣バガン」が登場する。
漫画『怪獣王ゴジラ』
ネオ・ガイガンを使って採取したG細胞からクローンゴジラを作り、背中にバトラの翼、腕の代わりにキングギドラの2本の首を移植して「キングゴジラ」とする。作中では、移植された組織までG細胞で再生する。
アニメーション3部作『GODZILLA』
ゴジラを筆頭に、亜種生物セルヴァムなど、2048年から2万年後の地球に存在する動植物が構成されている。生物からは微小金属を含んだ「ゴジラ胞子」が大気中に放出され、つねに電磁気嵐を引き起こしている。富士山周辺など、G細胞植物の生育に向かない火山性地質帯を除く範囲に存在する広大な「G細胞の森」を構成する樹木はメタリックで自衛しており、場所によっては刃物のように鋭利となっている。
21世紀（小説版の時代）ではバイオセーフティレベルGが制定され、南極半島エルスワールランドの「国連対ゴジラ生物防護施設」でしか研究が許されず、閲覧するだけでも国連安全保障理事会の承認が必要であるなど、厳重な管理下に置かれていた。負傷自体が滅多になく、進行ルートは高濃度の放射能汚染に見舞われていることからサンプル入手が困難であることに加え、ゴジラがG細胞から繁殖・増殖することを危惧して研究はほとんど行われず、貴重なサンプルも保管のみに留まっていた。
『ゴジラ-1.0』
ゴジラへの変異や能力は、クロスロード作戦に投入された原子爆弾の放射能で細胞にエラーが相次いで生じたことによるものと設定されている。また、ゴジラによる銀座襲撃に巻き込まれて死亡したと思われていた大石典子がラストシーンで存命が判明した際、彼女の首にG細胞による黒い痣が生じていたなど、G細胞が人為的ではない過程を経て人体に感染することも描かれている。

## 舞台裏

### 鳴き声
ゴジラの鳴き声は、助監督や録音助手が松脂をつけた革手袋でコントラバスの緩めた弦をこすった音色をソニーのKPに録音し、10種くらい選んだものを手動で再生速度を速めから遅めに調整しながらゆっくり逆回転再生した音であり、その中から6 - 7種の声を最終的に使っている。これは、1954年の『ゴジラ』の製作時に音楽を担当した作曲家の伊福部昭が足音とともに発案して音響効果の三縄一郎が編集加工したものであり、サウンドトラックCDに収録されている。また、後年の東宝映画や円谷プロの怪獣の声もこの手法を使用していた。
平成VSシリーズでも初代の鳴き声を加工したものを用いている。この鳴き声だけは、1998年の『GODZILLA』も同じである。『ゴジラvsモスラ』で高音に加工したものを多用したところ、ファンからは不評で次作では元に戻している。
『ゴジラ2000 ミレニアム』では、初代と同じ手法を用いてゴジラの声が新録された。
『ゴジラ-1.0』では、ZOZOマリンスタジアムにて約10人の録音部隊がそれぞれ録音機とマイクを持ち、初代の声を電光掲示板の裏の一番大きなスピーカーから流して収録したものを用いている。
2014年に制作された『ゴジラ』のデジタルリマスター版では、音声もノイズを除去するなどのレストア作業を行っているが、ゴジラの鳴き声はノイズを取り去ると迫力を失うため、最も慎重な作業が行われた。

### テーマ曲
ここでは伊福部昭の曲について説明する。
映画第1作のタイトルクレジットの音楽より「ゴジラのテーマ」として知られるこの曲は、伊福部が過去に作曲した『管絃楽の為の音詩「寒帯林」』（1945年）、『ヴァイオリンと管弦楽のための協奏風狂詩曲』（1948年）のモチーフがベースとなっている。また、伊福部が当時より敬愛していたモーリス・ラヴェル作曲の『ピアノ協奏曲ト長調 第3楽章』にはこの曲に非常に似たモチーフが現れることも知られている。このモチーフ、すなわち第1作のスコアナンバーM1「ゴジラ追撃せよ」は、その曲のタイトルからも分かるようにもともと「ゴジラに対抗する人類のテーマ」として書かれた曲である。
本来、怪獣としてのゴジラのテーマ曲として書かれたのは、MA「ゴジラの猛威（ゴジラの恐怖）」という、ゴジラ品川上陸の際の音楽である。「ゴジラの猛威」のモチーフは、その後の作品でもゴジラの恐怖を象徴する曲として、編曲を重ねながら使われ続けた。
『メカゴジラの逆襲』では第1作M1、いわゆる「『ゴジラ』のテーマ」がゴジラの出現のモチーフとして初めて使用された。その後も伊福部が担当した『vsキングギドラ』からは第1作のM1がゴジラのテーマ曲として使われ、「ゴジラの猛威」は使われなかったが、『vsメカゴジラ』では「ゴジラの猛威」が再び現れることとなった。なお、伊福部の音楽監督としての最終作『vsデストロイア』では「ゴジラの猛威」という曲名は与えられなかったものの、冒頭のシーンで新たに編曲されたものが使用された。伊福部が直接携わっていない作品では、『ゴジラ FINAL WARS』『シン・ゴジラ』で『キングコング対ゴジラ』版が用いられている。『ゴジラ S.P ＜シンギュラポイント＞』では沢田完により両曲のアレンジ版が制作された。
『vsキングギドラ』でのゴジラが海中から出現するシーンでは、導入部にハープの音が加えられ、恐怖感だけでなく期待感を持たせるアレンジとなっている。エンドロールでも中間にハープの音が入っている。同作品のゴジラザウルスのテーマは、ゴジラのテーマとは似て非なる楽曲となっている。
なお、伊福部が音楽を担当した映画にはM1と同じモチーフが幾度か使われており、ゴジラの1作目の数年前に製作された映画では『社長と女店員』（1948年）、『蜘蛛の街』（1950年）に、ゴジラの1作目以降では『忠臣蔵 花の巻・雪の巻』（1962年）にも流用されている。「ゴジラの猛威」も、『佐久間ダム』（1954年）、『炎の城』（1960年）、『妲己』（1964年）などで共通するモチーフが用いられており、いずれも巨大なものや群衆が動くシーンでの使用となっている。

### 英語表記
ゴジラの英語表記である「Godzilla」の綴りは、第1作が1956年に『Godzilla, King of the Monsters!』のタイトルで全米公開された際に設定された。このような綴りゆえ、「ゴジラ」ではなく「ガッドジラ」または「ガズィーラ」といった発音になっている。
1998年の『GODZILLA』と2014年の『GODZILLA ゴジラ』でもタイトルにこの表記が使われているが、2014年版に出演した渡辺謙は、作中で一貫して「Gojira（ゴジラ）」と発音している。これは、渡辺が撮影時にスタッフから英語圏での発音を依頼されるも日本人としてのこだわりから頑なに拒否したためであり、結果として海外のファンからも称賛を受けた。その後、2016年の『シン・ゴジラ』では長谷川博己演じる主人公が英語圏での発音について「言いにくいな」と評するシーンがある。

### 星座
2018年10月18日、アメリカのNASAは、フェルミガンマ線宇宙望遠鏡の運用10周年を記念してガンマ線の発生源となっている天体をつないだ22個のガンマ線星座を発表し、その中に「ゴジラ座」が含まれている。

### 受賞・表彰など

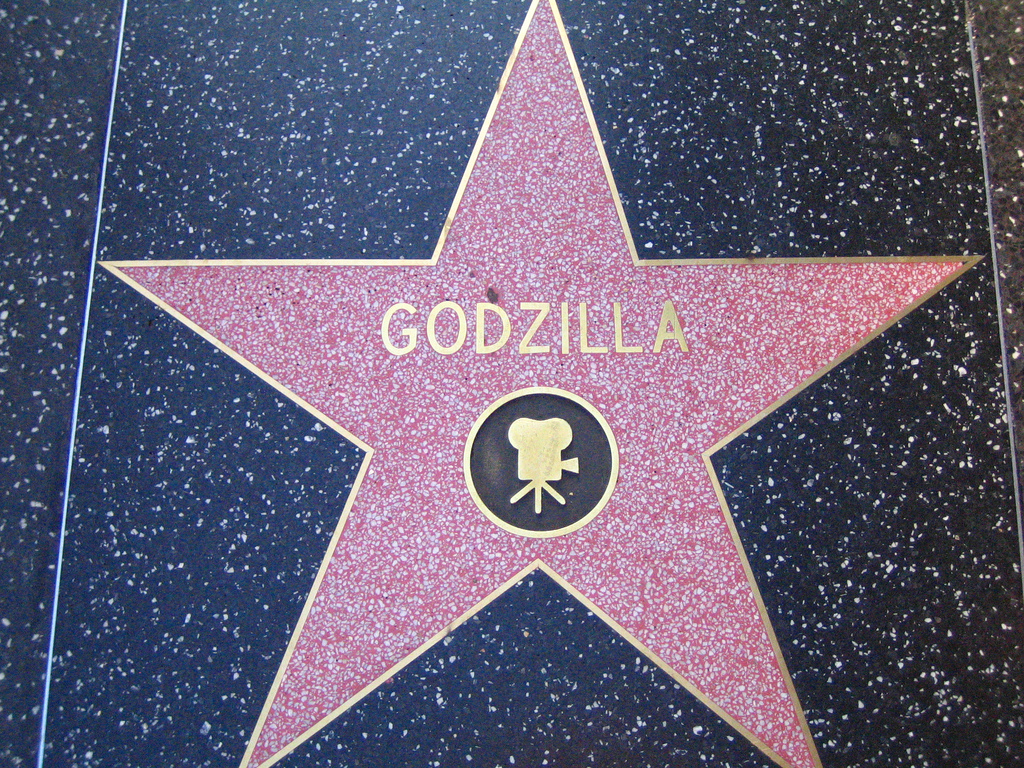
ハリウッド・ウォーク・オブ・フェーム

- 2004年11月29日、ハリウッドで殿堂入りを果たす[380]。ゴジラのプレートは、それまでハリウッド大通りに埋め込まれていたが、除幕式が行われ、取り外された。殿堂入りしたキャラクターにはミッキーマウスやドナルドダックがおり、ゴジラは3例目となる。また、日本のキャラクターとしては初めてである[381][380]。
- 2014年11月3日、東宝スタジオが所在する世田谷区より功労表彰状を授与される[1]。
- 2015年4月9日、新宿東宝ビルのゴジラヘッド設置に伴い、新宿区から特別住民票が発行された[382]。それと同時に、新宿区観光特使にも就任した[382]。
- 2016年、第29回東京国際映画祭・ARIGATŌ賞を受賞した[383]。

## ゲスト登場

### 映画
『ALWAYS 続・三丁目の夕日』
冒頭、登場人物の書く小説の中という劇中劇の場面で、1959年ごろ（作中の現在）の東京を破壊するゴジラ（フルCGで、スーツ〈着ぐるみ〉は使用されていない）が描かれる。本体自体は十数秒しか映らないが、尾を振り回して建造物を粉砕したり放射熱線で東京タワーを粉砕したりするなどの暴れぶりを見せる。
ゴジラのデザインは、GMKゴジをベースにした独自のものとなっている。川北紘一は、ミレニアムシリーズのデザインよりも昭和シリーズのゴジラの方が作品のテーマに合っていたのではないかと評している。
『劇場版 新幹線変形ロボ シンカリオン 未来からきた神速のALFA-X』
北海道で発生した謎の光の粒子の調査に向かったシンカリオン・H5はやぶさの前に現れる。一旦は姿を消すが、仁山高原スキー場に再び現れ、シンカリオン・E5はやぶさ MkIIおよび923ドクターイエローと交戦する。コードネームは『雪のゴジラ』、全長推定118.5メートル。口からはビーム状の光の粒子を放出するほか、圧縮した空気の波を発射することができる。
ゴジラとのコラボレーションはテレビアニメの段階でも検討されたがその時は雑談の域を出ず、劇場版の配給が東宝に決定したことによって登場も決定した。デザインはビオゴジをベースにし、「雪に覆われたゴジラ」というイメージから体色は白色に近いグレー系で、背びれなどに氷の意匠がなされている。

### テレビ番組
『ポンキッキーズ』
平成ゴジラシリーズ当時、『森田一義アワー 笑っていいとも!』などのバラエティ番組にアトラクション用の着ぐるみ（演 - 破李拳竜）がたびたび出演していたが、この番組にもセミレギュラーで出演しており、ごく短期間だがタイトルバックに同じ恐竜型の怪獣キャラクターのガチャピンなどのキャラクターとともに出演していた。
『第67回NHK紅白歌合戦』
2016年12月31日に放送されたNHK紅白歌合戦。「声量・メロディー・感動を兼ね備えた良質な歌」で撃退できるゴジラが登場し、『シン・ゴジラ』の主役・矢口蘭堂（長谷川博己）も首相官邸からの会見を模したVTRで登場した。このゴジラに対抗すべく、ピコ太郎の「PPAP」やX JAPANの「紅」のアレンジなどが演奏された。
『探偵!ナイトスクープ』
2020年10月16日放送分に、ゴジラを恋愛対象としている13歳の女子中学生からの依頼に応え、平成VSシリーズに準じた姿の等身大ゴジラが登場。収録当時、ニジゲンノモリにて開催されていた「ゴジラ迎撃作戦」でのデートを楽しんでもらう様子が放送され、局長（司会）の松本人志を困惑させつつも感心させた。

### テレビアニメ
『呪術廻戦』
2023年に展開されたゴジラシリーズとの初コラボレーショングッズでは、同じく作品の主人公である虎杖悠仁が相手となっている。

### CM
『白戸家』
ソフトバンクのテレビCMシリーズ。「いい買物の日 襲来」篇をはじめとする数編に、『シン・ゴジラ』のゴジラが映画の本編映像やBGMのほか、このCMのためだけに制作された新規映像で登場する。

### コンピュータゲーム
『巨影都市』
「巨影」の1体として登場する。
『Fall Guys』
キャラクタースキンに期間限定で登場する。
『フォートナイト』
チャプター6シーズン1のバトルパスで入手できるスキンとして登場。スキン化に伴い、サイズは6フィート（約1.8メートル）になっている。